# Вишну
Ви́шну (санскр. विष्णु, IAST: viṣṇu — «проникающий во всё», «всеобъемлющий») — верховное божество в вишнуизме. В индуистской мифологии наряду с Брахмой и Шивой является одним из богов Тримурти (триады божеств), где выполняет функции охранителя мироздания. В различных направлениях индуизма Вишну поклоняются либо непосредственно, либо через посредство его аватар, самыми популярными из которых являются Кришна и Рама. Последователи традиции смарта почитают Вишну как одну из пяти основных форм Бога.
Согласно «Законам Ману» Вишну в форме Нараяны пребывает в «причинных водах», погружённый в сон, откуда возникает его имя «Тот, чья обитель — воды». До создания Вселенной Вишну дремлет в космическом Молочном океане первозданных вод на божественном змее Ади-Шеше. Из его пупка растёт лотос, из которого появляется Брахма, бог-создатель, творящий Вселенную. С момента создания Вселенной и до её разрушения Вишну пребывает в своей божественной обители на Вайкунтхе. По воле и милости Вишну происходит создание, сохранение и разрушение бесчисленных миров. Когда вселенский цикл подходит к концу, Вишну становится пылающим солнцем, бушующим ветром и проливным дождём («Матсья-пурана», текст 1.67). Цикл рождения и смерти является его божественной игрой (лилой). Вишну отвечает за поддержание дхармы и уничтожение зла. Для наказания злодеев и защиты добродетели Вишну нисходит в земной мир в виде аватар. В пуранах содержится описание десяти основных аватар Вишну, девять из которых ранее уже явились на Земле и выполнили свою миссию, а последняя, десятая аватара Калки, должна низойти в самом конце Кали-юги.
В индуистской иконографии Вишну изображается в четырёхрукой человеческой форме, с кожей синего, голубого или чёрного цвета, в жёлтых одеждах. В четырёх руках он держит четыре атрибута: цветок лотоса, булаву, раковину и чакру. 
Вишну в различных ипостасях является одним из самых почитаемых богов индийского пантеона. Традиция поклонения Вишну, известная как вишнуизм, является вторым направлением индуизма по численности последователей.

## Этимология имени

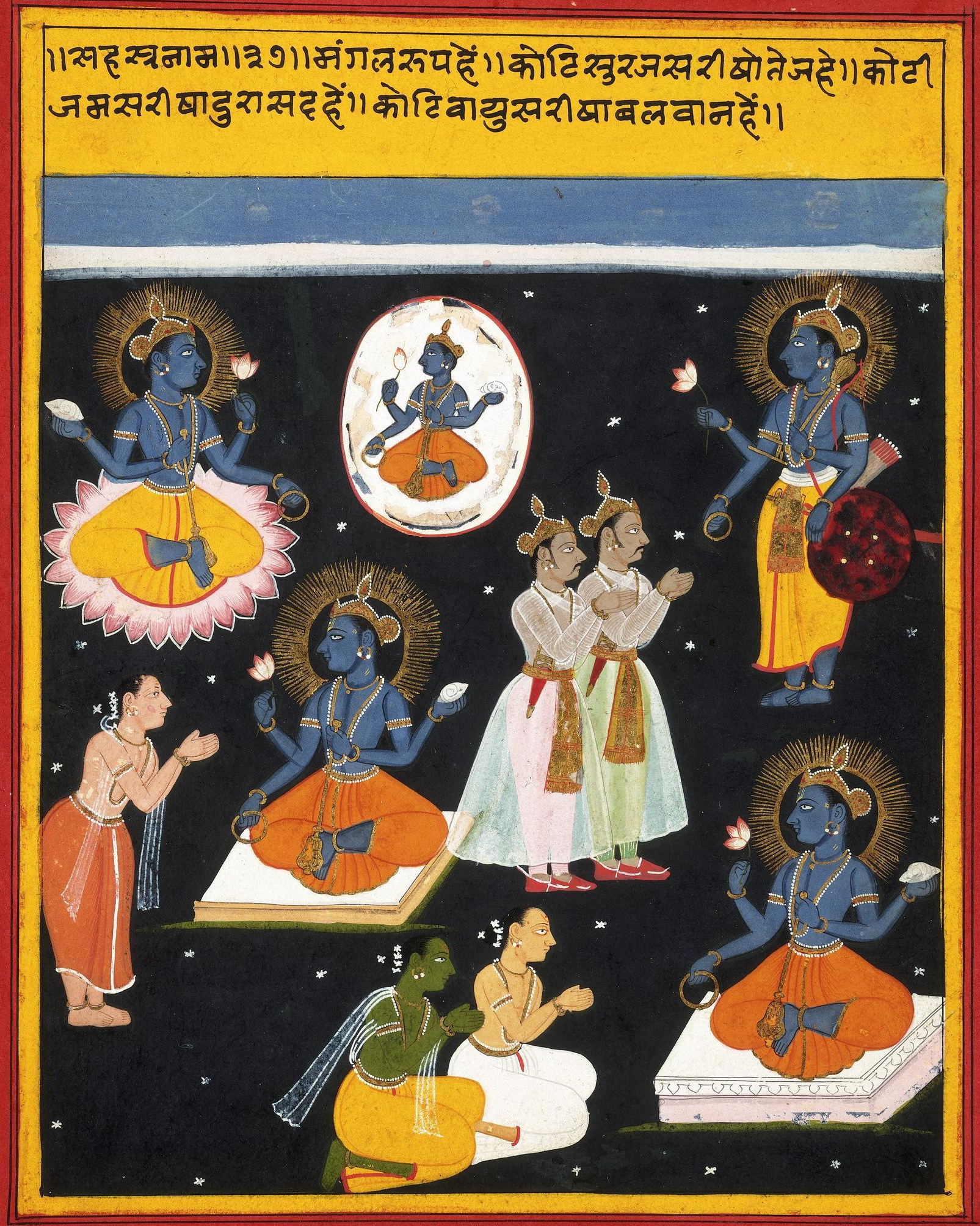
Рукопись с именами Вишну, акварель на бумаге, 1690 год (Мевар, Индия)

Согласно классической трактовке, приведённой в пуранах, Вишну означает «всепроникающий», «всенаполняющий», «вездепребывающий». Один из первых комментаторов Вед, мудрец Яска, в труде «Нирукта» дал определение Вишну как «тот, кто проникает везде» и «тот, кто свободен от оков и ничем не связан».

Из Вишну Вселенная рождается и снова сливается с Ним. Из Вишну рождаются все бессмертные, владыки трёх миров. Они процветают в великолепии, мудрости, знании и силе. Всё, что процветает, независимо от своей славы и могущества, рождается из части великолепия Вишну.
— «Брахманда-пурана», Часть 2, Глава 3, Тексты 120—123
Однако споры о происхождении имени Вишну продолжаются. Одна альтернативная гипотеза объясняет его имя как «пересекающий мир и землю». Другая ассоциирует его с «солнечной птицей». Третья исходит из того, что если образ Вишну неарийского происхождения, то значение его имени не может расшифровываться при помощи санскрита, а значит, загадка происхождения имени не может быть полностью разгадана.
«Махабхарата» содержит «Вишну-сахасранаму», или гимн 1000 имён Вишну. Имена перечисляются в книге «Анушасана-парва». Другие версии перечня имён существуют в «Падма-пуране», «Сканда-пуране» и «Гаруде-пуране». Каждое имя описывает качество или атрибут Вишну. Комментарии к Вишну-сахасранаме, объясняющие смысл имён, были составлены мудрецом Парашарой, одним из авторов «Ригведы», а позднее — Шанкарой. Вишну-сахасранама читается во время ритуалов в честь Вишну. Согласно одному из ранних трактатов по аюрведе, «Чарака-самхите», Вишну-сахасранаму нужно произносить в случаях, когда медицинские средства не помогают, а также во время родов.
Часть имён Вишну первоначально была связана с другими ранними индийскими божествами — например, имена Солнца, Оджастеджодьютидхара (держатель могущества, энергии и сияния) или Теджовриша (проливающий сияние), или Божества дождя и ветра, Парджанья (проливающий, подобно дождевой туче, свою милость) или Павана (очищающий). Однако последующее слияние их образов с Вишну привело к наследованию им имён второстепенных божеств.
Согласно «Краткой энциклопедии индуизма» индолога Клауса Клостермайера наиболее почитаемыми именами Вишну являются Ачьюта (непадший, в смысле свободный от падения в грехи), Ананта (бесконечный), Чатурбхуджа (четырёхрукий), Хари (золотистый или жёлтый), Хришикеша (Господин чувств), Джанардана (кому поклоняются мужчины, всех восхищающий), Кешава (сияющий, с сияющими [подобно солнечным лучам] волосами), Лакшмипати (муж Лакшми), Мадхусудана (победитель демона Мадху), Нара (обладающий человеческой формой), Нараяна (возлежащий на водах, прибежище преданных), Питамбара (одетый в жёлтое), Пурушоттама (Высшая душа), Вайкунтханатх (Господин небес или Вайкунтхи), Яджнешвара (Господин жертвоприношения).

## От второстепенного к верховному божеству

### В ведийский период

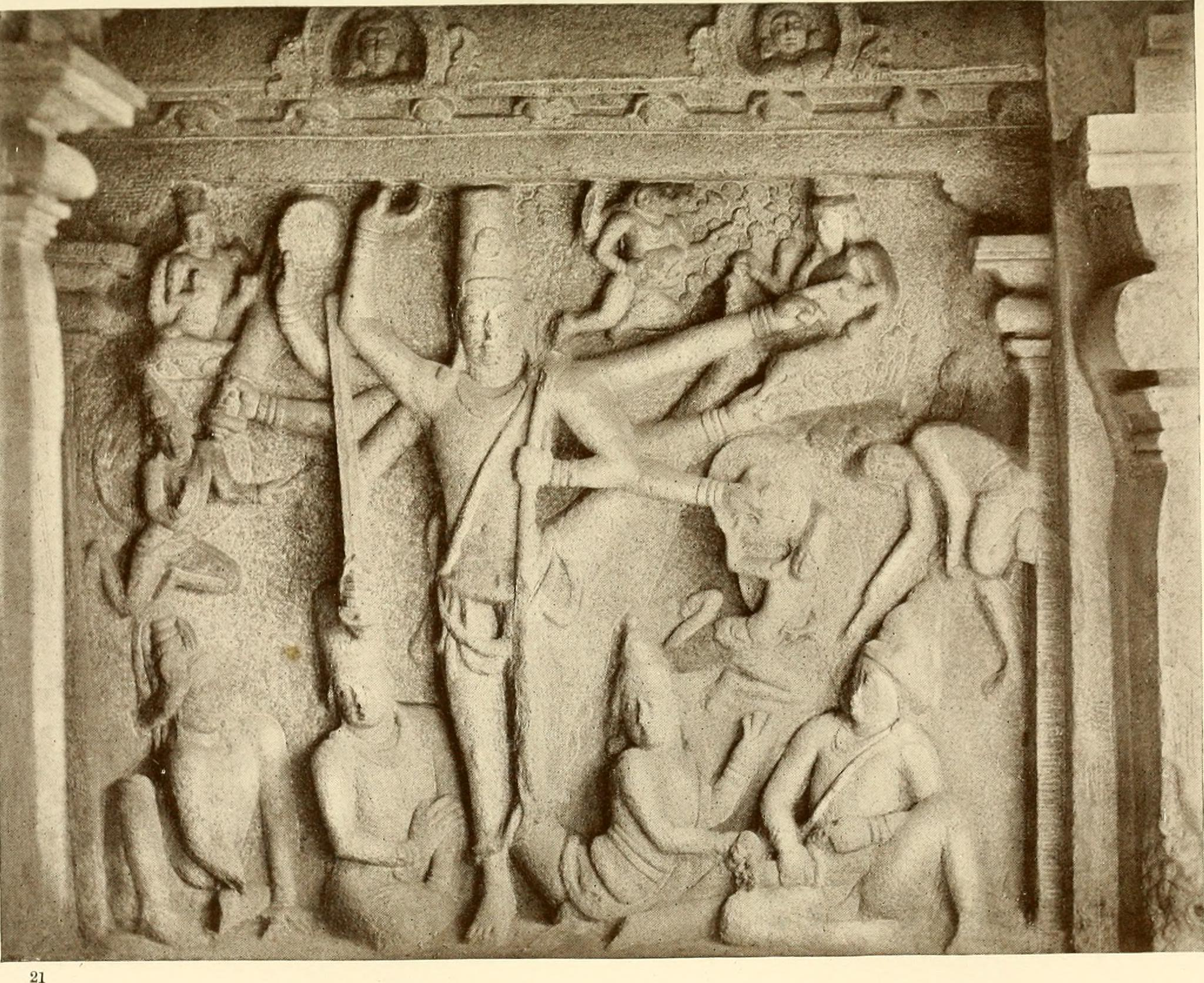
Тремя шагами Вишну покрывает всю Вселенную, скульптура в Мамаллапураме, фото 1913 года

Исследователи индуизма отмечают, что в ведийский период Вишну занимал положение второстепенного божества. Однако в современном индуизме он находится в центре индийского пантеона. Во многих книгах и документах по индийской религии факт эволюции статуса и образа Вишну подчёркивается, но обстоятельства расширения его роли и ухода на задний план других божеств неизвестны. Учёные полагают, что образ Вишну преимущественно неарийского происхождения.
В «Ригведе» Вишну предстаёт спутником или младшим братом Индры, который помогает ему бороться с демонами. Самостоятельная роль Вишну в «Ригведе» сводится к трём шагам, которыми он покрыл землю, небо и остальную незримую часть Вселенной. Аналогичную историю можно найти в более позднем мифе о пятой аватаре Вишну в образе карлика-брахмана Ваманы.

### В брахманах

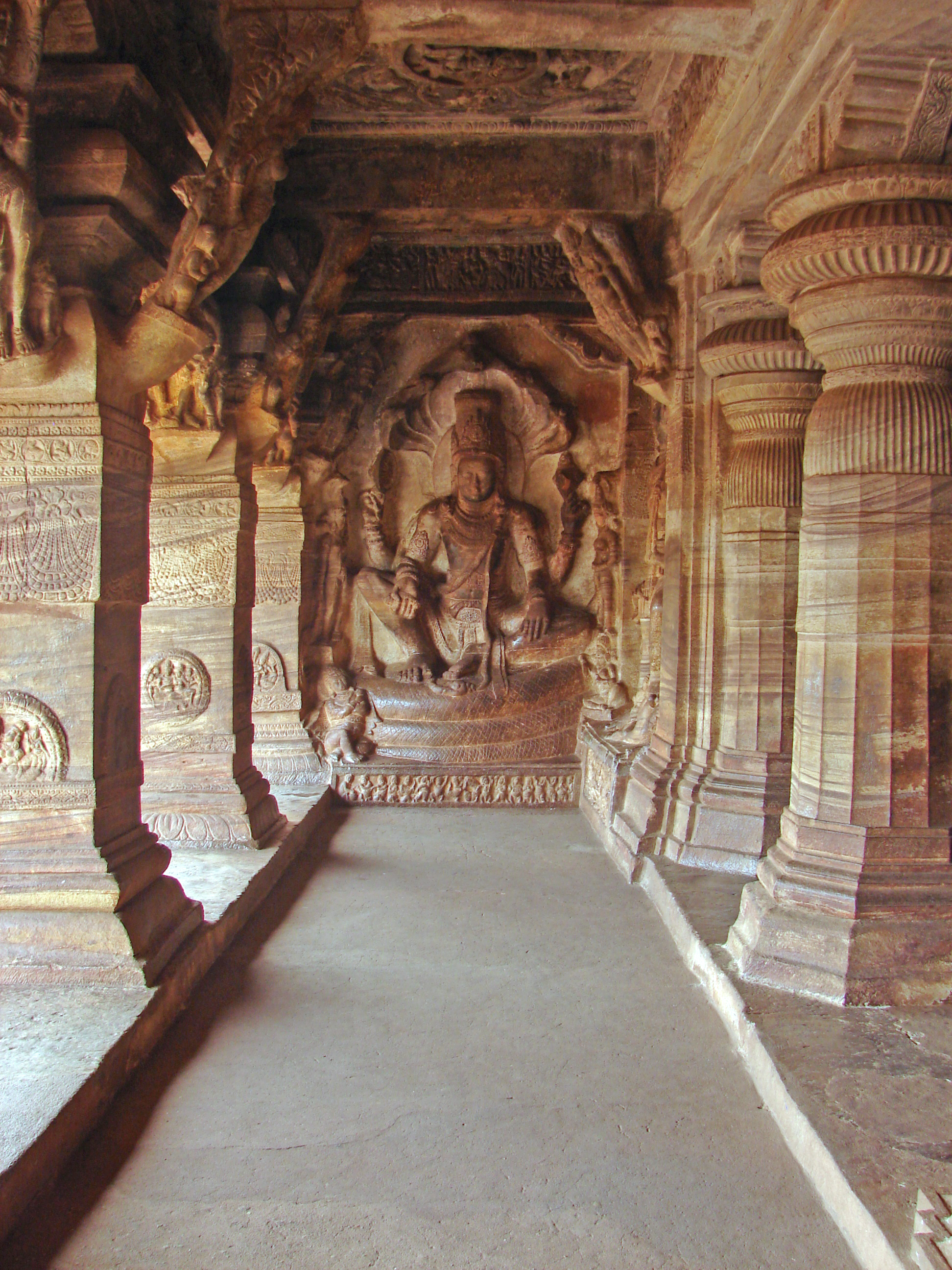
Барельеф с Вишну в галерее пещерного храма № 3 (Бадами, Карнатака), 578 год

В более поздних текстах, брахманах, являющихся комментариями к Ведам, значение и роль Вишну расширяются. В «Шатапатха-брахмане» Вишну предстаёт высшим богом, пребывающим в каждом живом существе: «все миры я вместил в себе, и себя проявил во всех мирах». Поклонение Вишну получает распространение в поздний ведийский период, по-видимому, после того, как его образ был отождествлён с Васудевой (неарийским богом, популярным в Западной Индии в последние столетия до н. э.), а также с Нараяной, упоминаемым в брахманах. Новые культы, прежде всего Кришны-Васудевы, Баларамы, Вишну и Шивы, начали вытеснять старых ведийских богов в 400—500-е годы н. э. Местные или племенные религии с их многочисленными божествами и духами, основанные на мифологии природы, отошли на задний план.

### В Упанишадах
Однако в описываемых текстах Вишну ещё не предстаёт главой божественного пантеона, эта роль у него появляется в ещё одних комментариях к Ведам, упанишадах. Из 108 основных текстов упанишад на вайшнавские упанишады приходится 14 произведений. Считается, что они возникли в период с I века до н. э. вплоть до XVII века н. э. Вайшнавские упанишады описывают Вишну, Нараяну или одну из аватар Вишну как Высшую реальность, называемую Брахманом. В «Катха-упанишаде», «Гопалатапани-упанишаде», «Брихадараньяке-упанишаде» и ряде других упанишад говорится о Вишну как Верховном боге. Упанишады также раскрывают широкий круг тем, от божественной природы Вишну до ритуального поклонения.

### В эпосе и дальнейшее почитание

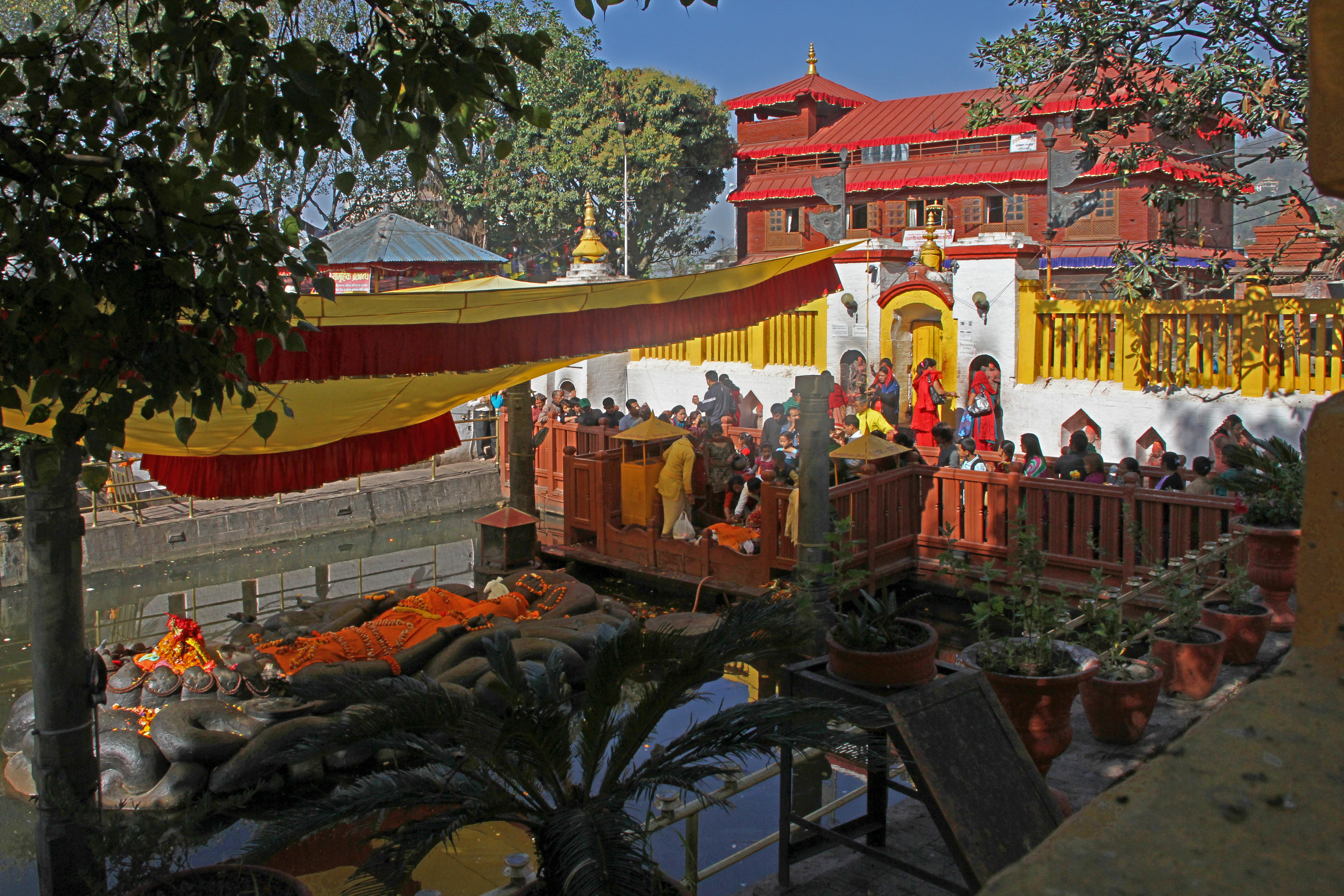
Мурти лежащего в водах Вишну в храме Буданилкантха в долине Катманду (Непал), 540—550 годы

Ко времени популяризации «Махабхараты» и «Рамаяны» основа для признания Вишну верховным божеством была уже заложена. Вишну отождествлялся как с Кришной, героем «Махабхараты», так и с Рамой из «Рамаяны». В конце концов, поклонение Вишну достигло апогея, когда за ним закрепилось имя Махавишну, или «Великий Вишну», хранитель Вселенной, спускающийся на Землю в виде своих аватар.
Расцвет почитания Вишну напрямую связан с признанием его божественных качеств, необходимых для выживания. Его первоначальный признак, «всюду проникающий и всемогущий», стал ассоциироваться с потоком благословения, теплотой и энергией. Образ Вишну развился от второстепенного божества, тремя шагами покрывающего Вселенную, до универсального бога, без которого невозможно существование. Вишну спасает человечество, избавляет его от страхов и горя и становится прибежищем, высшим существом, к которому все стремятся. От него зависит плодородие и процветание, победа и успех, богатство и благоденствие. Всё это не могло не сделать Вишну привлекательным для поклонения. Он стал высшим существом в результате длинного процесса объединения и слияния других божеств, отвечавших за урожай, милость и защиту.
В аватарах Вишну в полной мере проявились все необходимые для жизни качества. Аватары готовы жертвовать собой и спускаться с Вайкунтхи на землю, чтобы спасать и защищать, помогать и служить. Многие качества Вишну, хотя и остаются за пределами человеческого понимания, описаны ранними вишнуитами, альварами, с вдохновением и любовью. «Его образ и вера захватили сердца и умы миллионов, привели его последователей к пониманию, что Он — Солнце и ежедневная пища, что от Него зависит плодородие, Он кормит, Он защищает и управляет Вселенной, Он учит… и когда необусловленная человеческая душа посвящает себя и объединяет себя с Высшим Существом, это гарантирует благоденствие, успех, богатство и праведность».

Господь Бог, Кто есть сознающее Себя Блаженство, не подвержен трём условностям бытия: бездеятельности, творчеству и спокойствию. Но ради творения, сохранения и разрушения зримого разнообразия Он принимает облики Брахмы — созидателя, Вишну — хранителя, и Шивы — разрушителя. Из этих трёх образ Вишну более всего качественно близок истинному облику Бога. В служении Вседержителю Вишну человек ближе соприкасается с Безусловной Действительностью, чем в служении кому бы то ни было иному.
— «Бхагавата-пурана», Книга 1, Глава 2, Текст 23

## Мифология пуран
Большинство историй и мифов, раскрывающих природу Вишну и его земных воплощений, содержится в пуранах. Они представляют собой литературные произведения постведийского периода. В них описывается история Вселенной, генеалогия царей, героев и богов, а также излагается философия индуизма и космология. Пураны написаны в форме историй, а их первым автором считается мудрец Вьяса. Вишну посвящены «Бхагавата-пурана», «Вишну-пурана», «Нарада-пурана», «Гаруда-пурана» и «Ваю-пурана». Каждая из них рассматривает определённые аспекты Вишну, а в целом они дают полное представление о его божественной природе. В «Ваю-пуране» Вишну представлен хираньягарбхой, «золотым зародышем», плавающим в космических первозданных водах и давшим начало жизни.
В «Вишну-пуране» Вишну находится в центре циклов создания и разрушения Вселенной. В ней Вишну отведена основная роль в сохранении жизни и поддержании равновесия в мироздании. Там же изложены правила почитания и поклонения Вишну. «Вишну-пурана» раскрывает понятие Высшей реальности, которое в упанишадах названо Брахманом. Вишну представлен как Высшая реальность, что позволило в последующем учителю шри-вайшнавизма Раманудже приравнять Брахмана и Вишну.
«Бхагавата-пурана» идёт дальше и устанавливает связь между Брахманом (бесконечным и бескачественным бытием), Параматмой (Высшей душой) и Бхагаваном Вишну (персонифицированным богом). Таким образом возникает как двойственность, так и недвойственность в отношениях Брахман-Бхагаван. Формирование вишнуитской теологии привело к возникновению философии вишишта-адвайты, в которой единство всей реальности сочетается с самостоятельным существованием материального бытия, природы и живых существ, имеющих тесную связь и зависимость от Высшей реальности, Брахмана. На персонифицированном уровне Высшей реальностью выступает Вишну, а Вселенная рассматривается как тело бога:

Те, кому явила Себя Истина, сказывают, что Она безмятежна, вне добра и зла. Она везде (Брахман), во всём (Параматма), и Она — произвольная Личность (Бхагаван). Истина бесконечна, Она в сердцевине всякой вещи и заключена в Свой обособленный облик.
— Бхагавата-пурана, Книга 1, Глава 2, Текст 11

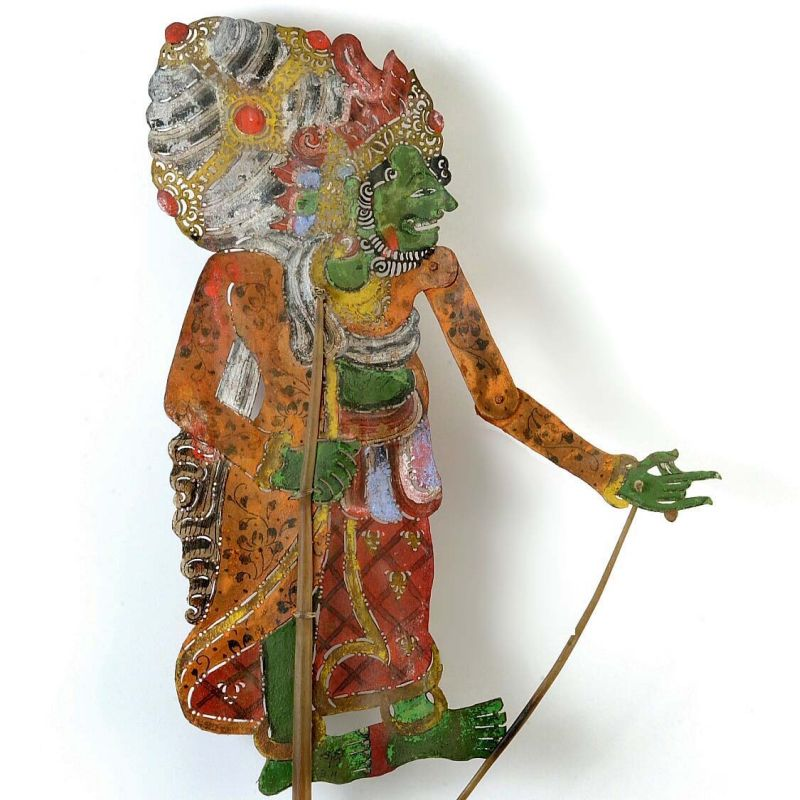
Фигурка Ваджанга для театра теней, представляющая Вишну, XIX век, Тропический (этнографический) музей Амстердама

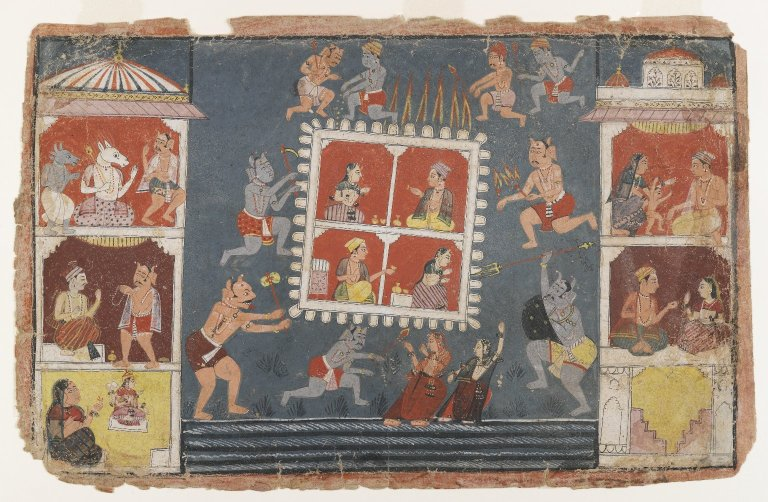
Страница из «Бхагавата-пураны», непрозрачная акварель на бумаге, 1610—1650 годы, Индия

«Бхагавата-пурана» стала одной из наиболее популярных пуран благодаря подробному описанию аватары Кришны. Она переведена и доступна на многих языках. Как и другие пураны, «Бхагавата-пурана» освещает широкий круг философских вопросов. Однако она более практична, поскольку, кроме индуистской космологии и мифологии, вводит читателя в темы музыки, танца, йоги и этики. В результате тексты «Бхагавата-пураны» лежат в основе многих художественных и театральных произведений, посвящённых Вишну и его аватаре Кришне.
В ряде пуран Вишну представлен верховным божеством, от которого зависят другие божества. Это отличает пураны от Вед и упанишад, где Вишну был простым или просто важным членом пантеона или даже второстепенным божеством. В частности, Вишну является источником Вселенной, из его пупа произрастает лотос с творцом Брахмой. Вишну также повелевает Рудрой, предтечей Шивы в современном индуизме. Он может принимать форму Рудры или приказать Рудре разрушить Вселенную. После её распада благодаря Вишну Вселенная вновь возникает. Таким образом, в вишнуитской традиции Вишну пребывает в сердце мироздания, а Брахма и Шива выполняют отдельные задачи в цикле рождения и смерти

## Образы Вишну

### Трансцендентные и зримые образы Вишну
В богословии, философии, мифологии и религиозной практике вишнуизма различаются пять форм Бога:
- Трансцендентный Вишну, описываемый через свои божественные качества: всеведущий (sarva-jnatva), всесильный (sarvesvaratva), правитель всего (sarva-antaryamitva), причина всего (sarva-karaṇatva), управляющий всеми (sarva-niyantritva), создатель всего (sarva-kartritva), всемогущий (sarva-saktimatva), ни от чего не зависящий (sva-tantratva).
- Аватары Вишну, в которых он воплощается на Земле, чтобы защитить добро, уничтожить зло и восстановить дхарму. Аватары Вишну своей жизнью подают пример другим людям, они наделены человеческими характерами и их поведение поддаётся человеческому пониманию.
- Эманации (вьюхи) или частичные проявления Вишну, культ которых возник в результате поклонения пяти братьям-героям. К ним относятся Васудева (Кришна), Самкаршана, Прадьюмна и Анируддха. Впоследствии развитие идеи эманаций Вишну привело к появлению концепции четырёх вьюх, в которых бог последовательно проявляет себя в разных, но взаимосвязанных формах. Васудева порождает Самкаршану и природу (пракрити). От их союза происходят Прадьюмна и ум (манас), от них, в свою очередь, — Анируддха и принцип самосознания (ахамкара). От последних возникают пять элементов мироздания (панчабхута[англ.]) и бог-творец Брахма. Таким образом, концепция четырёх вьюх, или эманаций, позволяет согласовать вишнуитское богословие с мифологией и философией.
- Вишну пребывает во всех живых существах и является их «антарьямином» (внутренним правителем). Вишну живёт в человеческих сердцах, является вечным и неизменным. Как внутренний правитель и вечный свидетель, Вишну сопровождает душу везде, в небесах или мирах ада. Человеческая душа — крохотное отражение Вишну, подобно тому, как свет горящей лампы является проявлением её огня.
- Вишну поклоняются в его материальных образах, мурти, представленных изображениями бога, его статуями или символами (шалаграма-шила, падука). Мурти отождествляется с Вишну после определённого религиозного ритуала, в ходе которого бог нисходит в свой зримый образ[8].

### Аватары Вишну

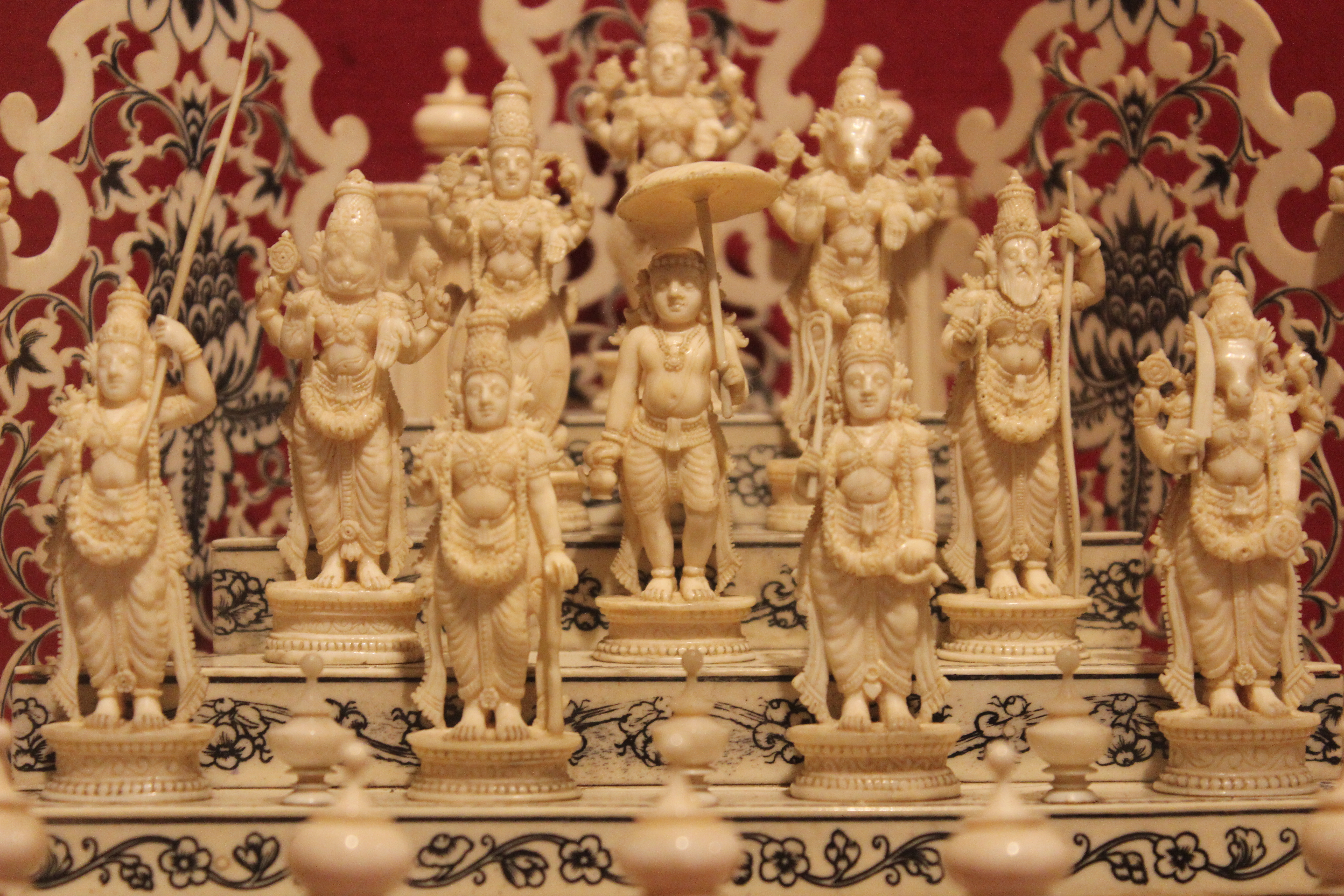
Домашний алтарь с дашавтара (десятью аватарами Вишну) из слоновой кости, конец XVIII века. Национальный музей Индии. На верхнем уровне находится аватара Матсья (рыба). На уровне ниже аватары Курма (черепаха) и Вараха (вепрь). Ещё ниже слева направо Нарасимха, Вамана и Парашурама. На нижнем уровне слева направо расположены Рама, Баларама, Кришна и Калки.

Для защиты добра и уничтожения зла, а также восстановления дхармы Вишну по своей воле может рождаться в земном облике. Его земное воплощение называют «аватарой», что буквально на санскрите означает «нисхождение» на землю. Земной облик может быть как животный, так и человеческий.

Всякий раз, когда в этом мире наступает дхармы упадок, когда нагло порок торжествует, Я себя порождаю, Арджуна. Появляюсь Я в каждой юге, чтоб восставить погибшую дхарму, чтобы вновь заступиться за добрых, чтобы вновь покарать злодеев.
— Бхагавадгита. Пер. с санскр. В. С. Семенцова. — М.: Восточная литература, 1999.
Различают пурна-аватару (полное воплощение), амша-аватару (воплощение значительной части божественной силы) и авеша-аватару (частичное воплощение) для выполнения определённой задачи. Внешними признаками аватары считаются знаки Вишну на теле: шанкха, чакра, шриватса. «Бхагавата-пурана» описывает аватары Вишну как бесчисленное проявление божественных воплощений. В нескольких священных текстах вишнуитских традиций существуют разные списки аватар. Они содержат имена 10, 12 или 22 воплощений Вишну. Главными аватарами Вишну почитаются десять маха-аватар (великих аватар), называемых дашаватарами. Они обладают большинством божественных качеств, и их перечень приводится в «Гаруда-пуране», «Агни-пуране» и «Бхагавата-пуране»: Матсья (рыба), Курма (черепаха), Вараха (вепрь), Нарасимха (человек-лев), Вамана (карлик), Парашурама (Рама с топором), Рама, Кришна, Будда и будущий аватар Калки.
В некоторых интерпретациях Кришна, Рама и Нарасимха считаются полными аватарами, в то время как остальные — амша-аватарами. Авеша-аватарами считаются великие души и мудрецы, например, Даттатрея, Нарада, Вьяса, Капила, Ришабха, Баларама.

### Мурти и иконография Вишну

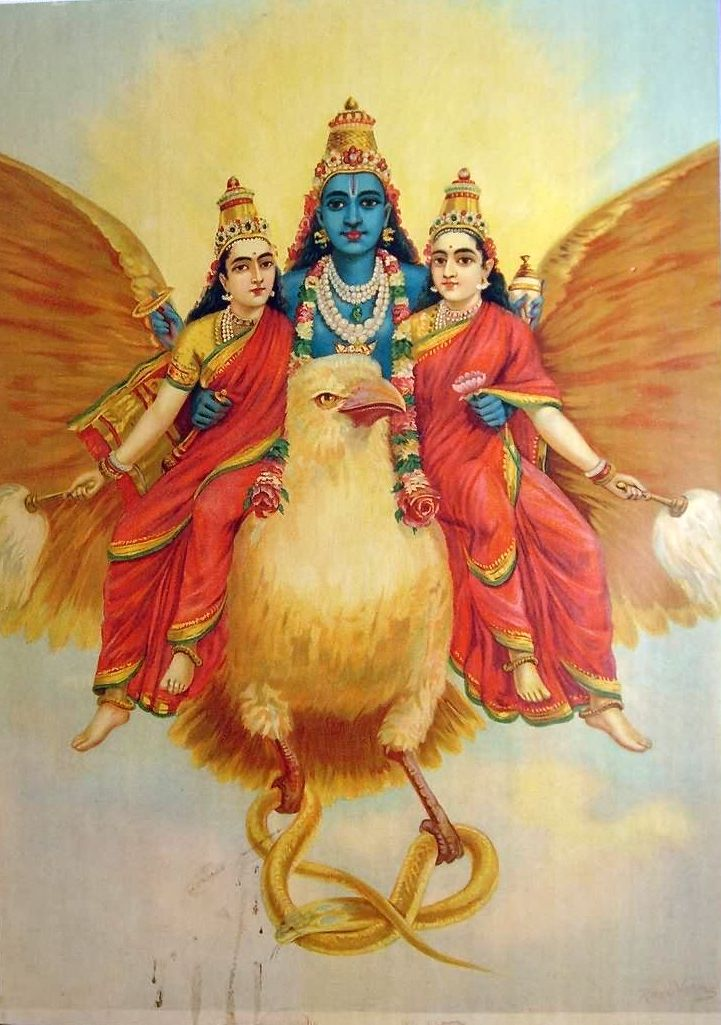
Вишну с Шри-деви и Бху-деви верхом на Гаруде, рисунок Рави Вармы

Изображение или изваяние (мурти) Вишну подчиняется определённым правилам, изложенным в священных текстах. Иконографии Вишну посвящены «Вишну-пурана», «Бхагавата-пурана», агамы, а также упанишады, такие как «Гопалатапани-упанишада». Образ Вишну состоит из символов, которые описывают взаимодействие духовного и земного миров. Вишну принимает человеческий облик, чтобы быть ближе и понятнее человеку, иначе между Вишну и его преданными не могли бы возникнуть близкие отношения. В «Махабхарате», когда Кришна предстал перед Арджуной в Вишварупе, или своей вселенской форме, тот не мог выдержать её лицезрения.
Вишну имеет серовато-синий или иссиня-чёрный цвет кожи. Это цвет бездонного неба и бескрайнего океана, что отражает отсутствие ограничений в божественном явлении. Его четыре руки представляют три природных качества (гуны) и восприятие человеком собственной индивидуальности. Вишну держит в руках четыре главных атрибута: боевую булаву (Каумодаки), огненный диск-чакру (Сударшану), морскую раковину (шанкха), распустившийся цветок лотоса (падма). Они символизируют могущество, власть над временем, власть над пространством, чистоту. Позы и жесты рук Вишну также имеют символическое значение. Они дарят защиту от земных страхов, проявляют бескорыстное милосердие, наставляют, предостерегают и предлагают освобождение от циклов рождения и смерти.

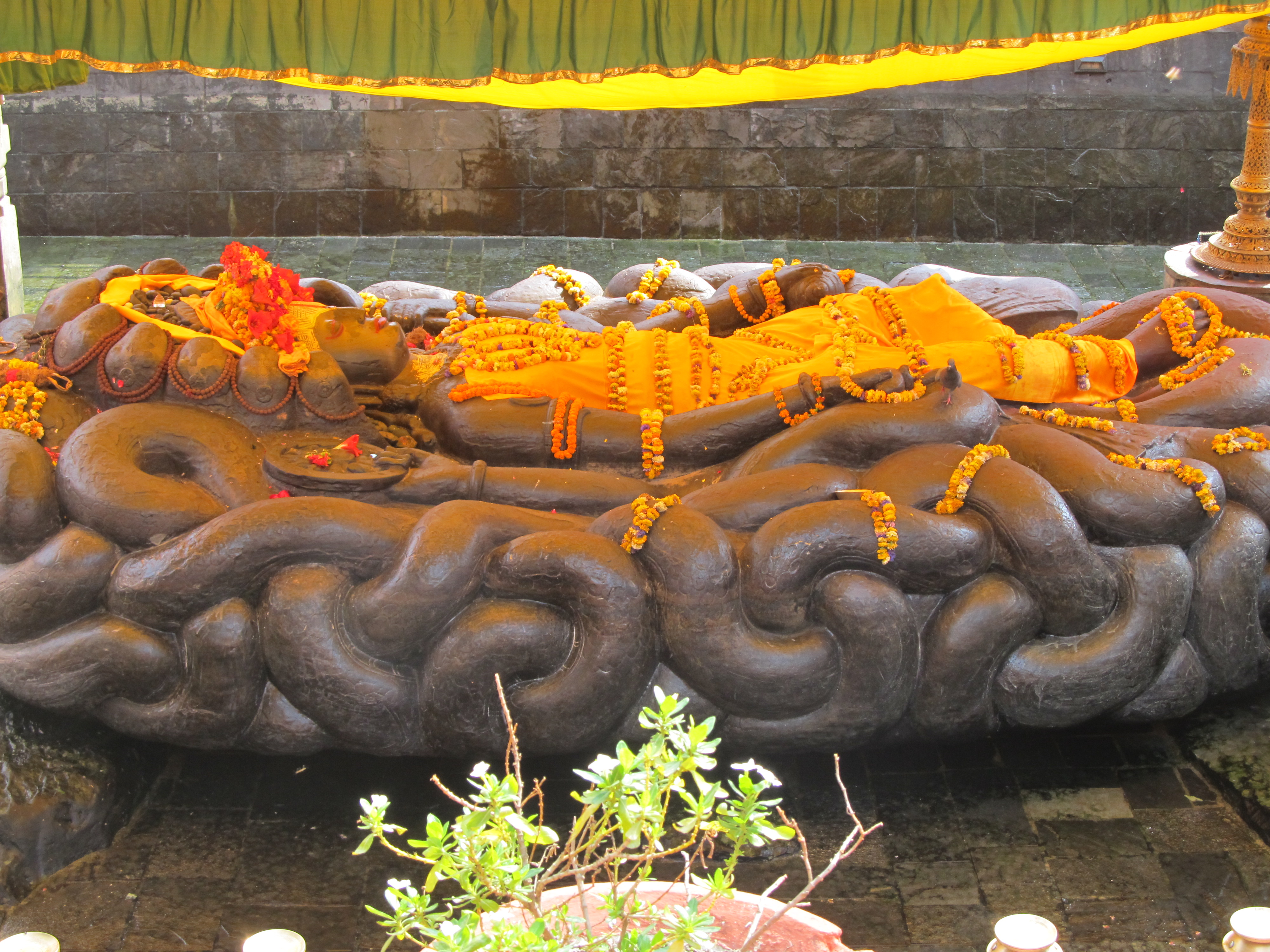
Гигантский образ Буданилкантха с круглым символом Земли возлежит на открытом пространстве храмового пруда недалеко от Катманду

Иконографическое представление о Вишну менялось со временем. Обновлялся как его внешний вид, так и божественные атрибуты. С V до VII веков в нижней правой руке вместо лотоса Вишну держал неопределённый круглый предмет. Его можно встретить в Храме Буданилкантха (Непал), где образ возлежащего Вишну датируется VII веком или в скульптурной коллекции Музея в Видише, на территории которого в прошлом располагался древний город Беснагар. Ни повествовательные, ни иконографические тексты не сохранили сведений о круглом атрибуте. Считалось, что им может быть биджапурака (цитрусовый фрукт), бильва (бенгальская айва), цитрафала (плод растения из семейства паслёновых), семя лотоса или даже шарик священного пепла вибхути. В государстве древних кхмеров, перенявшим вайшнавизм в V веке, круглым предметом является символ Земли (IAST: mahī, dharaṇi). В отличие от Индии, где цветок лотоса в руке Вишну, называемый «падма» или «камала», получил широкое распространение, в Камбодже первоначальный символ Земли сохранился. Пураны, в частности, Матсья-пурана, отождествляют Землю с лотосом, на котором сидит бог Брахма, когда цветок возникает из пупа Вишу. Таким образом, круглый символ Земли в руке Вишну со временем превратился в цветок лотоса.

И великие провидцы, хорошо сведущие в пуранах, называют лотос, возникающий из Нараяны, высшей формой богини Земли…— «Матсья-пурана», текст 169.3

### Танцующий Вишну
Традиционно Вишну изображается в нескольких сценах, — вместе с супругой Лакшми (Радха-Кришна, Сита-Рама), как герой (Рама-Равана, Кришна-Калия), в медитации или йога-нидре (Нарасимха, Ранганатха), благословляющий (Венкатешвара) и находящийся в величии своей божественной силы (Вишварупа, Нарасимха). Однако южноиндийские поэты-альвары воспевали Вишну в танце. Гимны альваров, посвящённые танцующему Вишну, легли в основу более поздних литературных и иконографических представлений о Вишну. В современном индуизме наибольшую популярность получили образы Вишну в форме своего танцующего аватара Кришны.
Корни танцующего образа восходят к тамильскому сочинению «Шилаппадикарам» («Рассказ о ножном браслете») — эпосе допаллавского периода V—VI веков. В «Рассказе о ножном браслете» Вишну исполняет сольный танец, сражаясь с демоном; участвует в групповом танце во время поединка с Камсой; танцует в стиле куттам как Тривикрама и в стиле пети как бог любви Кама-дева; а также в стиле павай как Тирумаль вместе со своей супругой Шри-деви.

Танцующий Вишну в скульптурных композициях Храма Ченнакешава в Соманатхапуре, XIII век
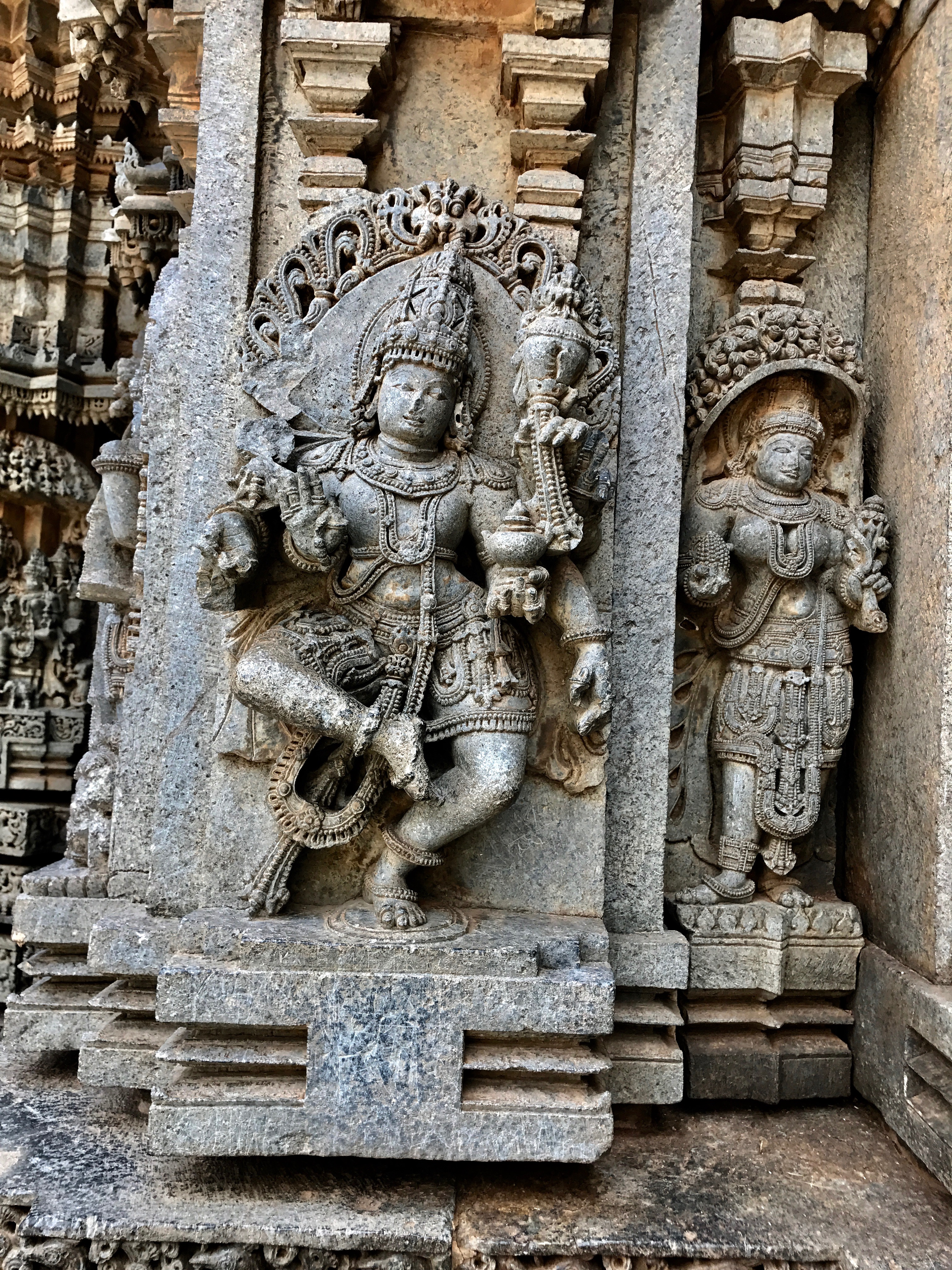
Танцующий Вишну со стоящей рядом Лакшми
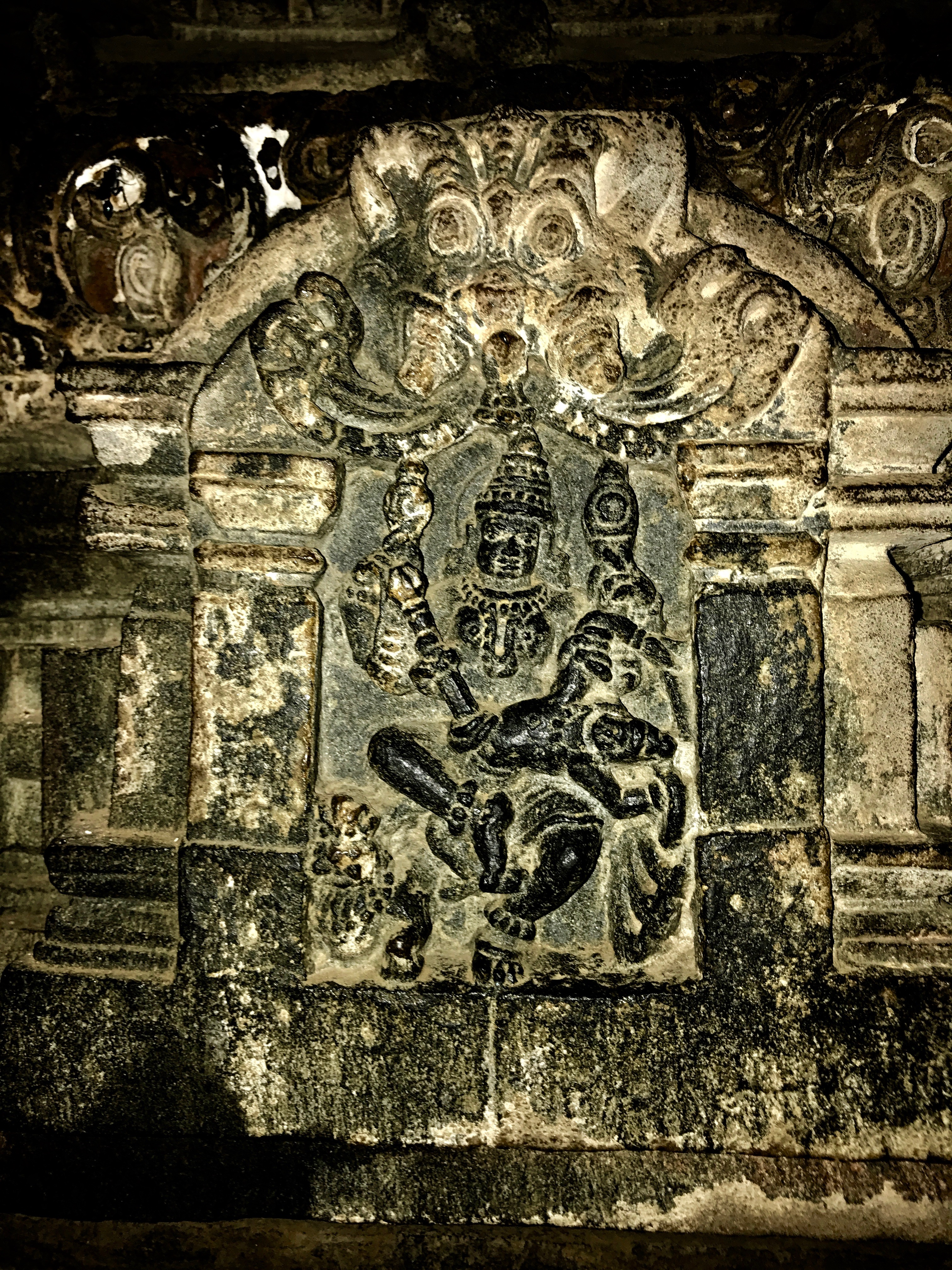
Танцующий Нарасимха
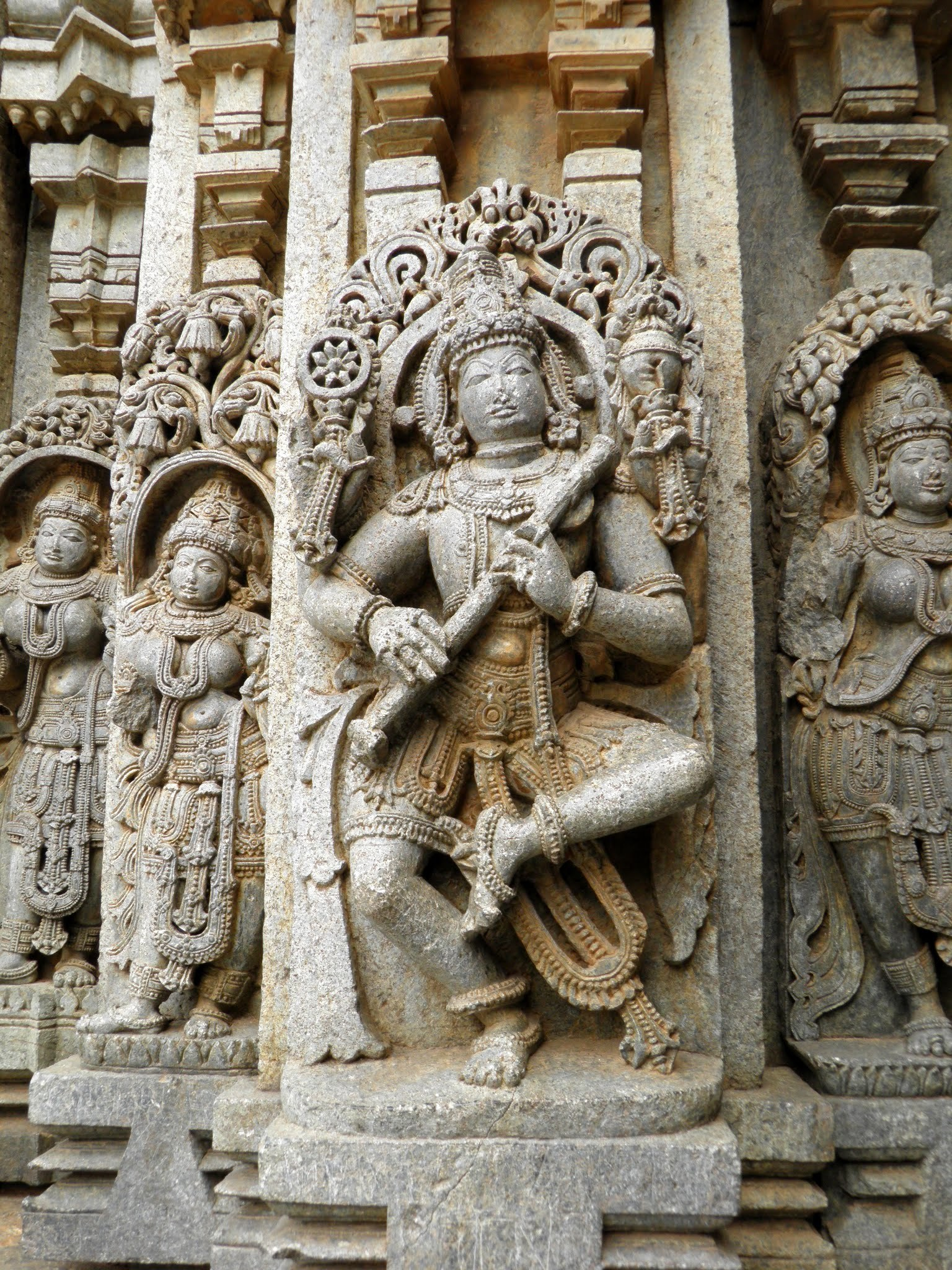
Танцующий Вишну в образе Венугопала с флейтой

Альвары вдохнули в образ танцующего бога новую жизнь, подняв его до уровня Шивы-Натараджи, творящего в танце Вселенную. Поэтическое ви́дение альваров оказало влияние на позднюю вайшнавскую традицию. Среди средневековых произведений, воспевающий танцующего Вишну, выделяется поэма на санскрите «Гитаговинда», написанная в XII веке Джаядевой. По её мотивам сегодня создаются традиционные миниатюрные изображения, в которых Кришна танцует, находясь в разном окружении.
Описывая танцующего Вишну, альвары наделяли возлюбленное божество поэтическими эпитетами. Для них он «царь танца» (Kuttatavallaveriko, Kuttavappa), «кружащийся в танце» (Atuvar, Atavallan), «Господь, который танцует» (Catirmurtti) и «танцующая птица» (Atarparavai), подобная божественному лебедю Хамсе. Альвары прибегали к множеству названий, обозначающих танец Вишну. Это — аттам, натам, кутту, киритаи, вилаятту, катир и натакам. Вишну исполняет различные стили, включая народный танец мараккал, весенний кураваи, вечерний элли, ченкираи и каппани — два последних характерны только для Кришны.

Калия-мардана: танец на змее-демоне Калие
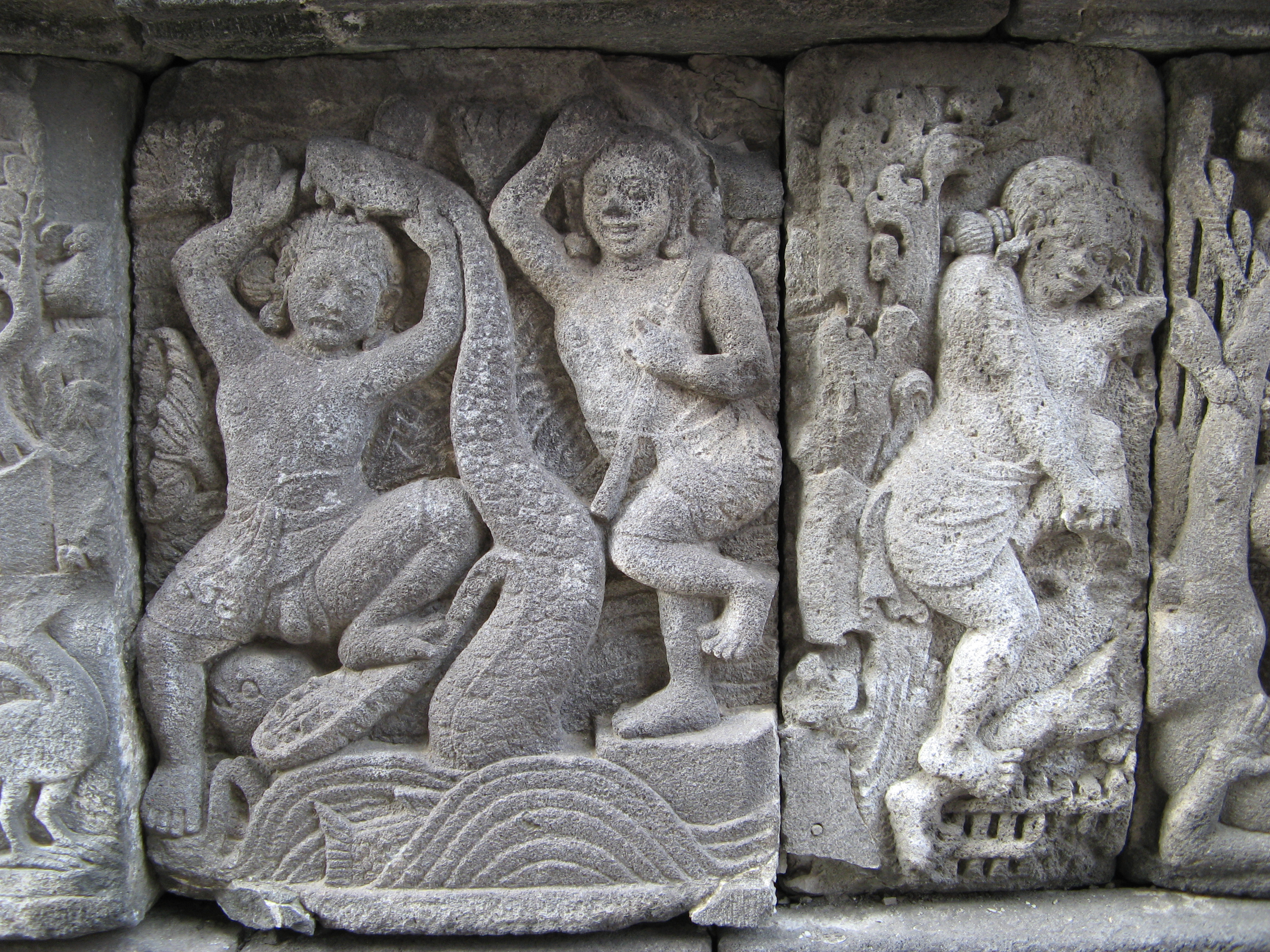
Каменная панель на стене храма Вишну: Кришна и Баларама противостоят Калие. Храмовый комплекс Прамбанан, X век, Индонезия.
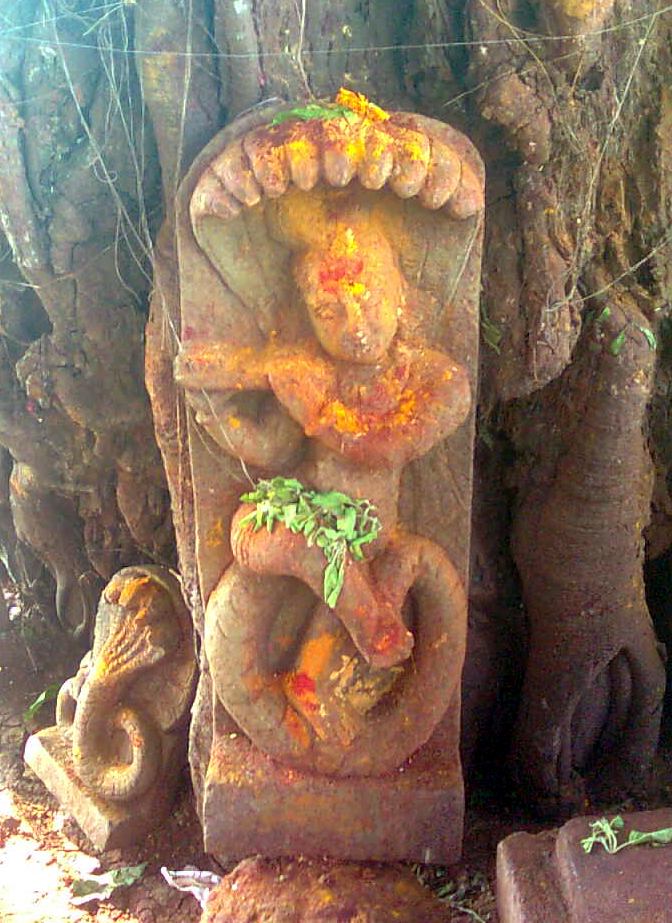
Уличное изваяние танцующего Кришны. Храм Вараха-Лакшми-Нарасимха в Вишакхапатнаме, Симхачалам.
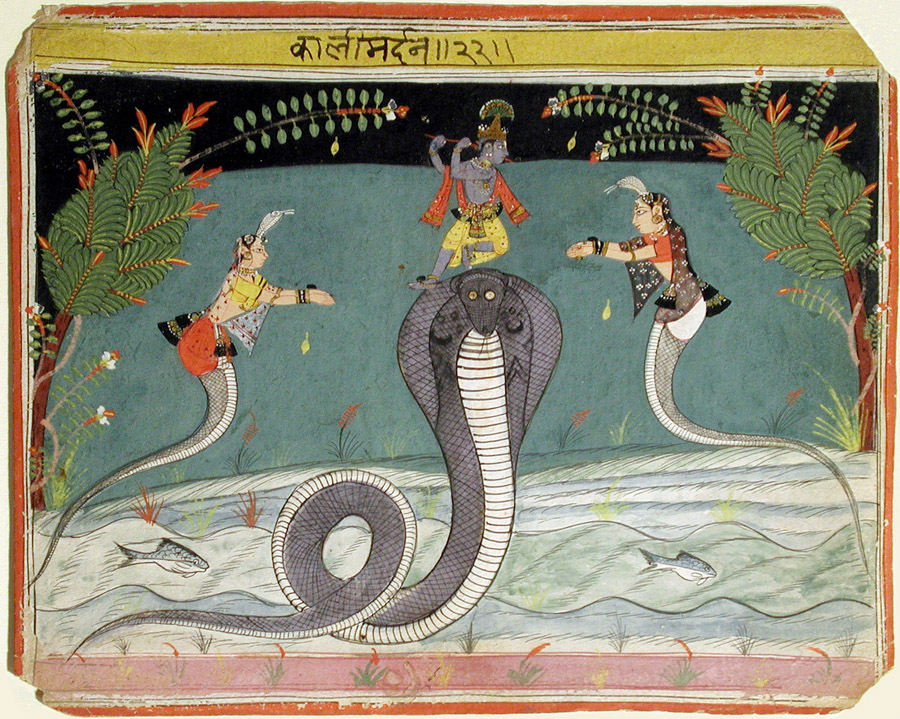
Иллюстрация из Бхагавата-пураны, XVII век. Художественный музей Сан-Диего (Сан-Диего).
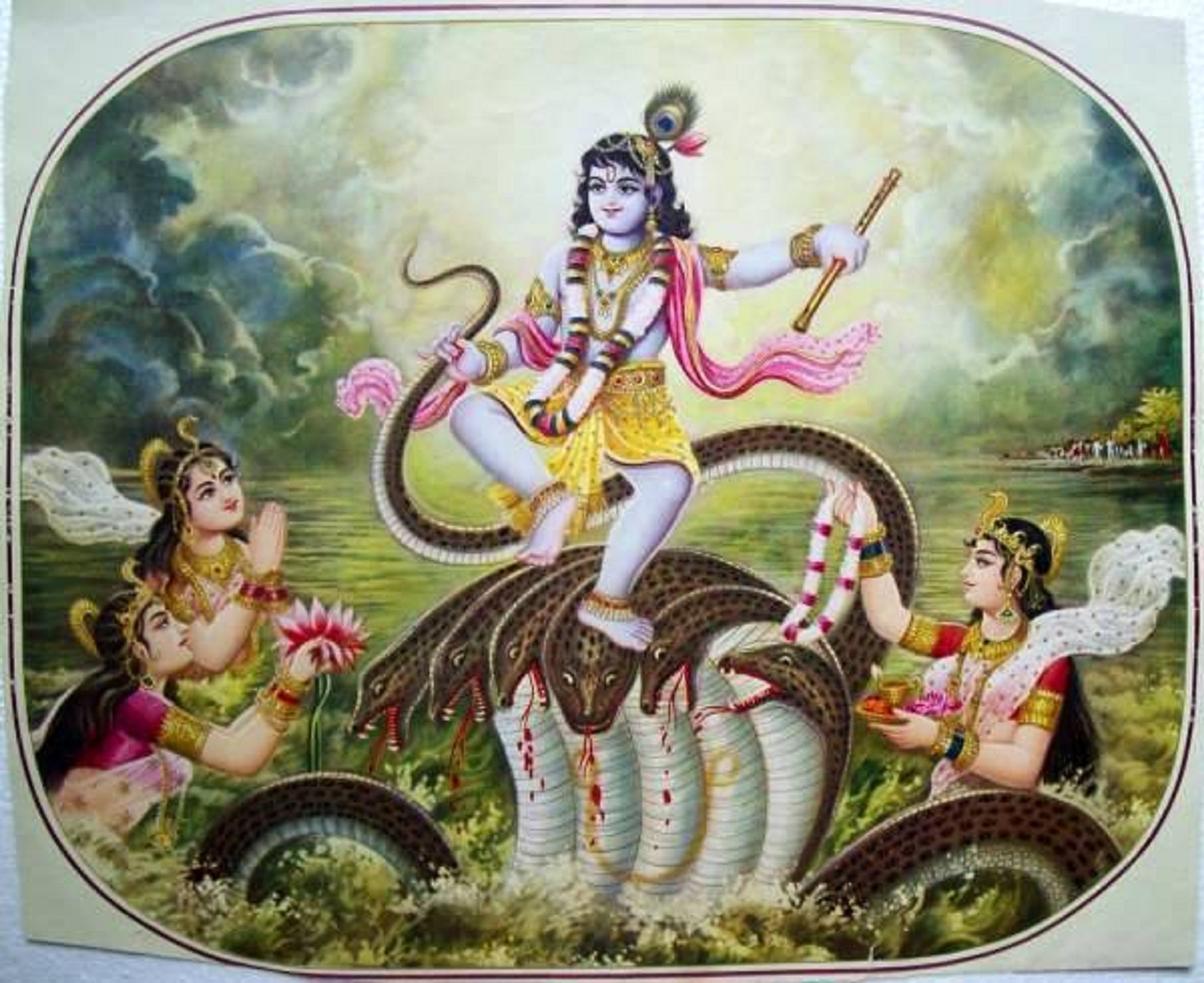
Популярное изображение Кришны на Калие. Индия, 1950- е годы. Колумбийский университет (Нью-Йорк).
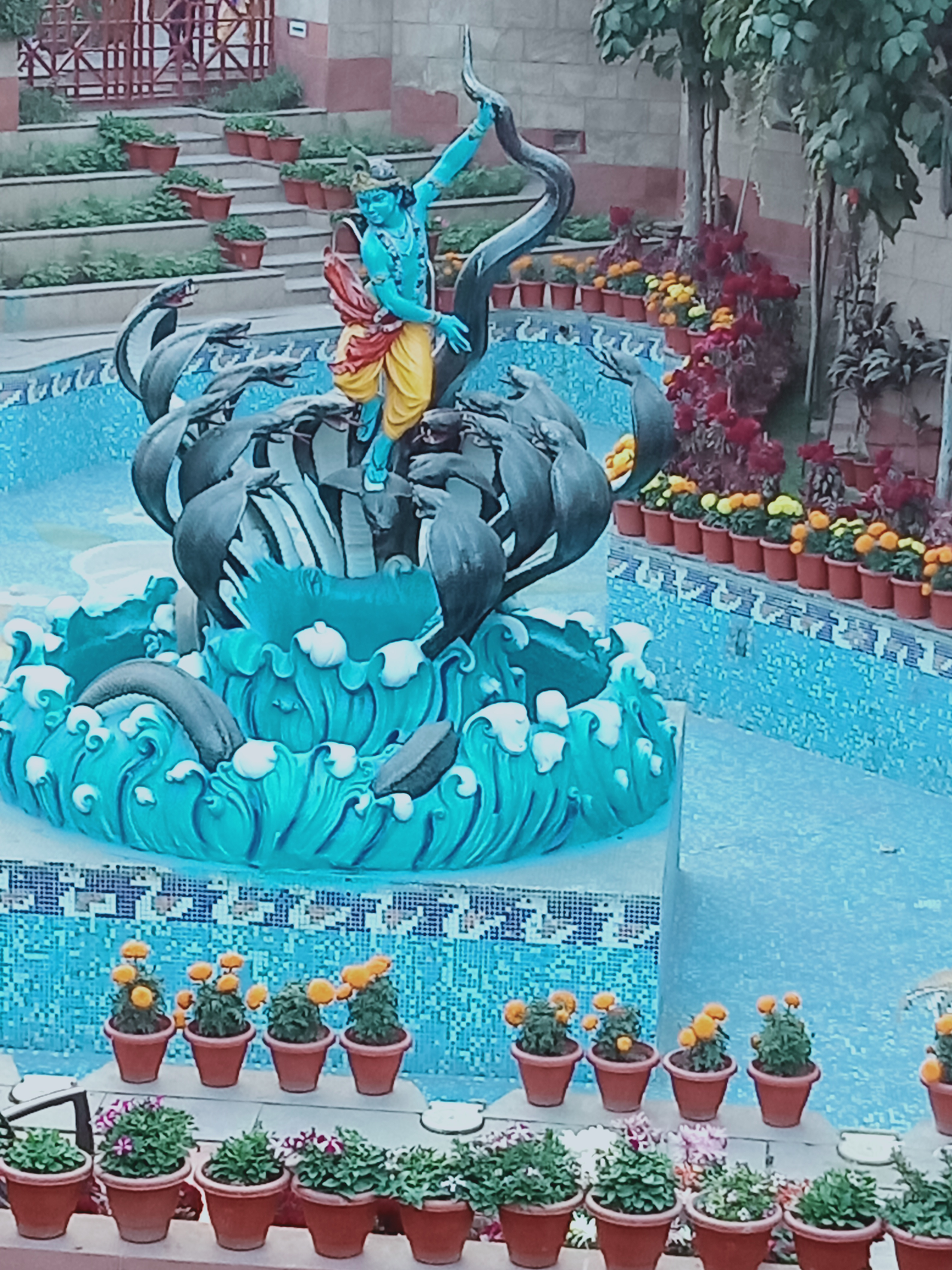
Современная инсталляция во дворе храма ИСККОН. Нью-Дели, 2018 год.

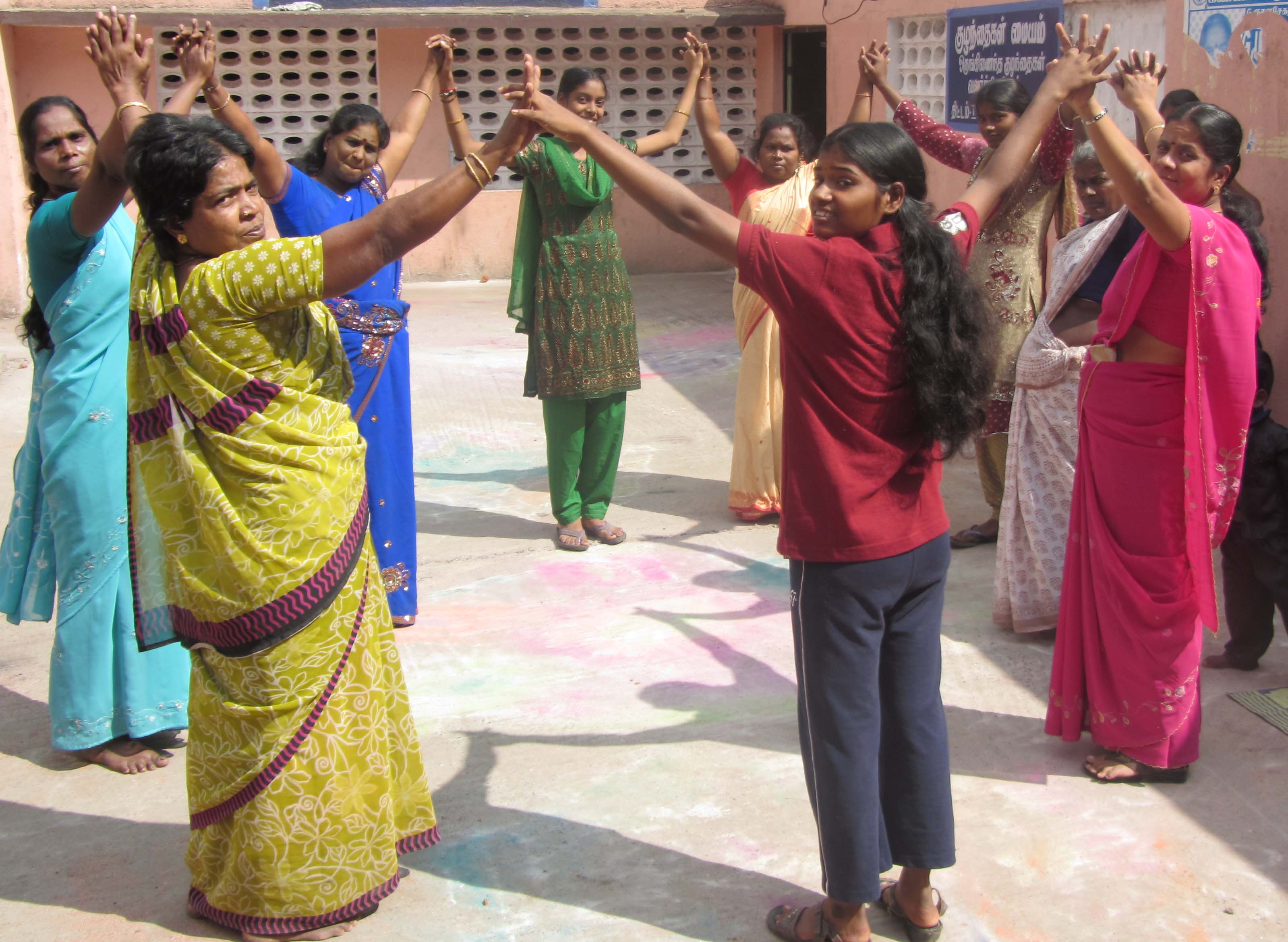
Групповой танец кураваи танцуют, взявшись за руки

Образ танцующего Вишну стал общепринятой нормой в вайшнавизме к VI веку. Художественные образы ранних альваров были унаследованы и культивировались их поздними наследниками. К их числу относятся Наммальвар, Перияльвар, Андаль и Тирумангай. Они воспевали другие танцующие образы Вишну — Нарасимху, Вараху, Ваману и Шеша-Саи (Падманабху, Ранганатху), а также некоторые из образов танцующего Кришны. Популярными образами последнего стали Сантана-Гопала, Гопала, Говинда, Говардхана-дхари, Ямал-Арджуна-бханга и другие. В современной кришнаитской традиции наибольшую популярность получили танцующие образы в сценах Калия-мардана (танец на змее-демоне Калие) и раса-лила (ночные танцы с пастушками гопи).
История о змее Калие повествует о демоне в змеином облике. Калия поселился в реке Ямуна, отравил воду и угрожал жизни пастухов и коров. Разыскав демона, Кришна танцевал на его змеиных капюшонах, пока Калия не испустил дух. Танцевальный эпизод со змеёй стал популярен в анкья-нат — мистериальной музыкальной драме Ассама, возникшей в XV веке. Танец, получивший название «калиядамана», или «убиение змея Калия», исполняется только мужчинами — членами вайшнавской общины.
Раса-лила как наиболее яркая и чувственная сцена проявления божественных сил в танце восходит к истории о пастушках, исполняющих круговой танец. Не находя Кришну в садах Бриндавана, пастушки сами изображают Кришну, имитируя его движения и рассказывая о нём в танце. Видя глубокую преданность гопи, Кришна включается в их «игру чувств». Он размножает себя в многочисленных образах, которые танцуют с каждой пастушкой, словно они были друг для друга единственной парой. Раса-лила стала метафорой того, как Вишну близок каждой человеческой душе. Ранняя версия раса-лилы приводится в тамильском «Рассказе о ножном браслете». Начиная с X века история с мистическими ночными танцами включает в себя описание любви между Кришной и Радхой. Современное представление о раса-лиле сложилось в XVI веке. Оно связано с движением бхакти и развитием общины Валлабха-сампрадаи.

Раса-лила: танцы Кришны с возлюбленными гопи
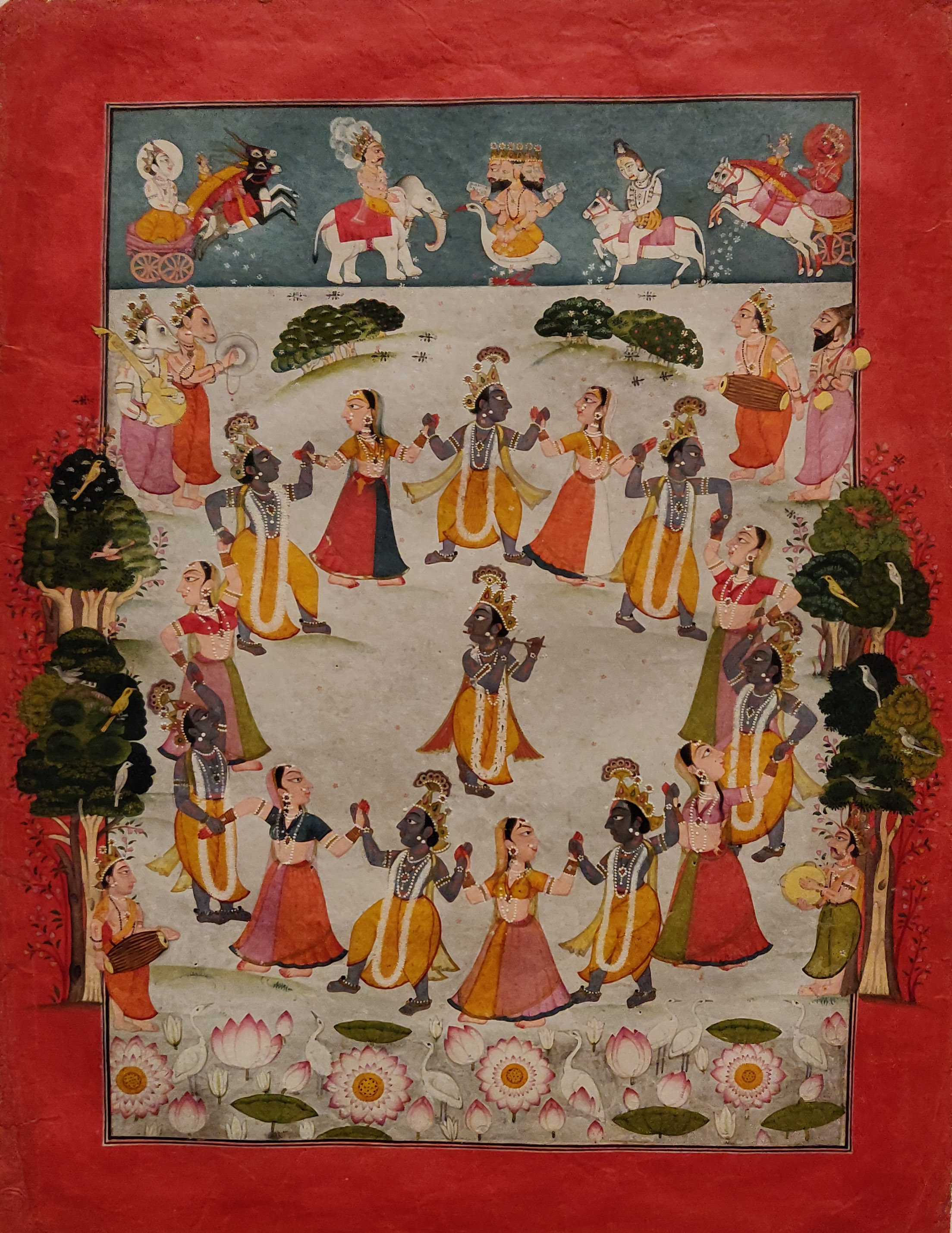
Раса-лила c пастушками-гопи, XVIII век. Метрополитен-музей (Нью-Йорк).
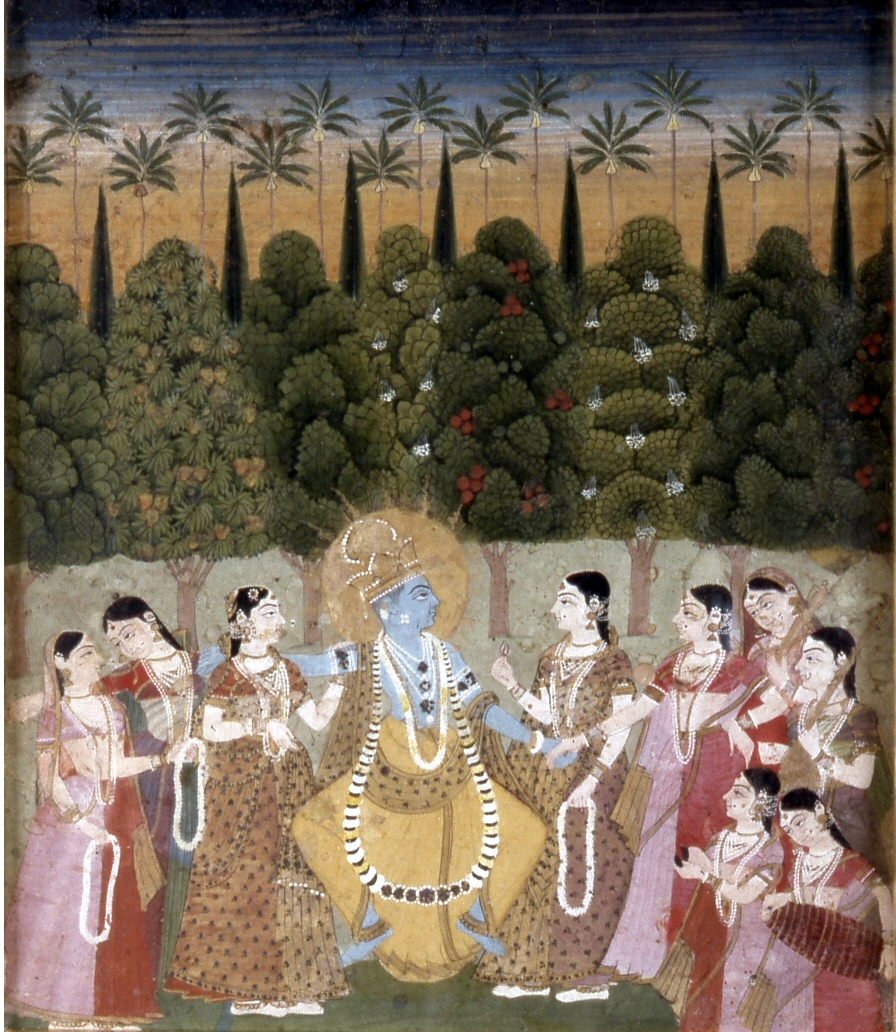
Раса-лила c пастушками-гопи, XVIII век. Художественный музей Уолтерс (Балтимор).
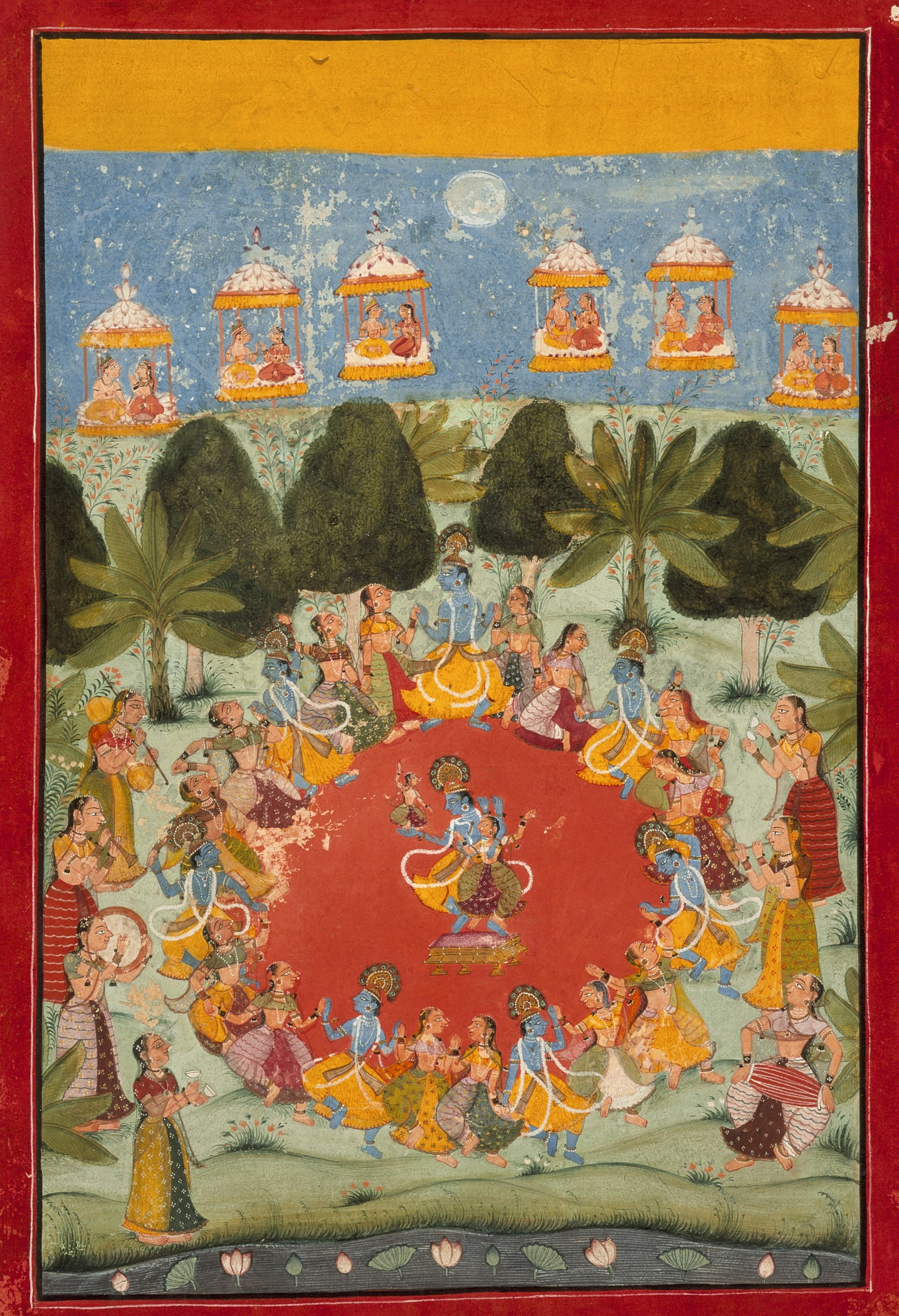
Раса-лила c пастушками-гопи, XVII век. Музей искусств округа Лос-Анджелес (Лос-Анджелес).
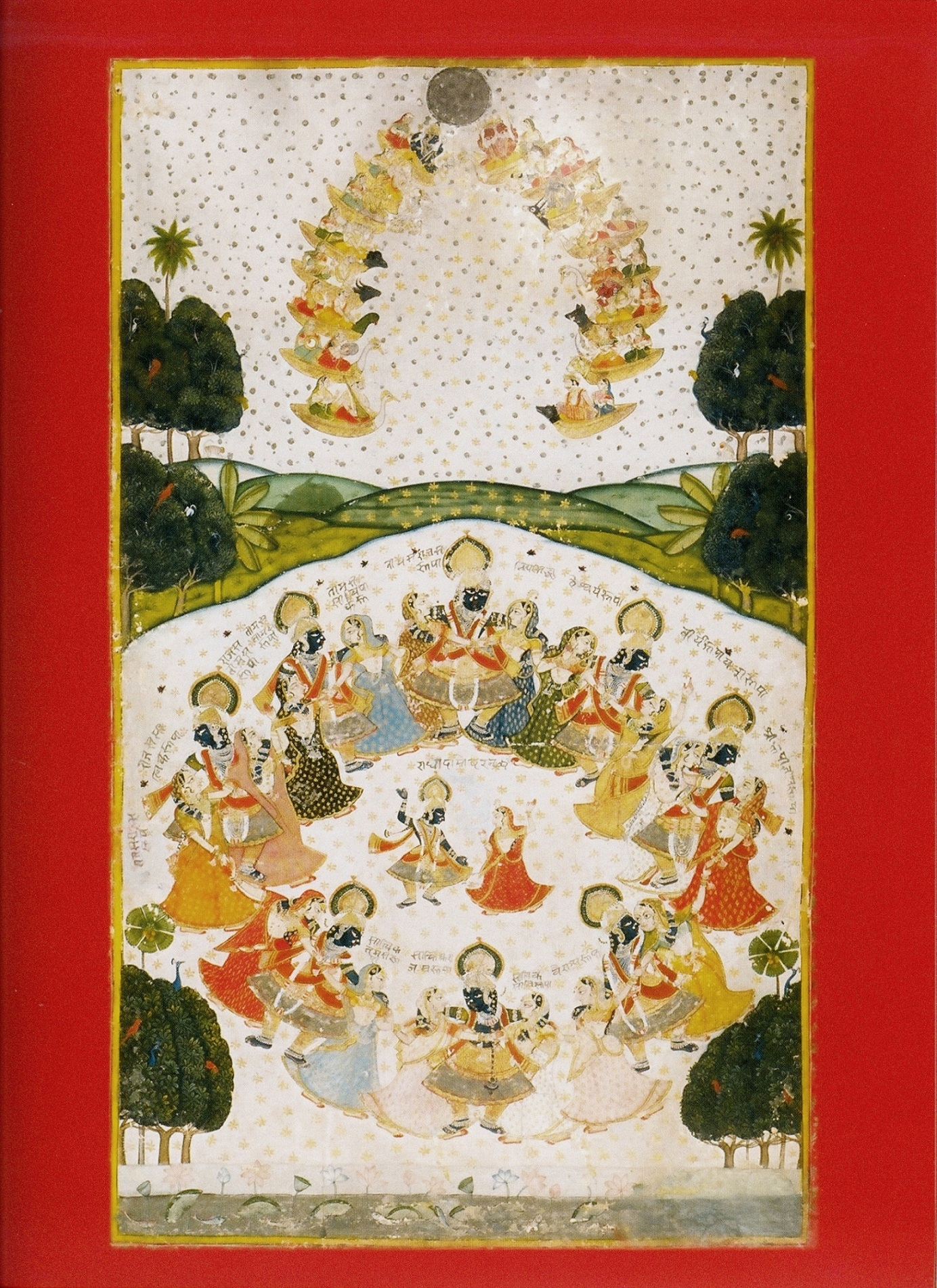
Космический танец Кришны, XIX век. Национальный музей Индии (Нью-Дели).
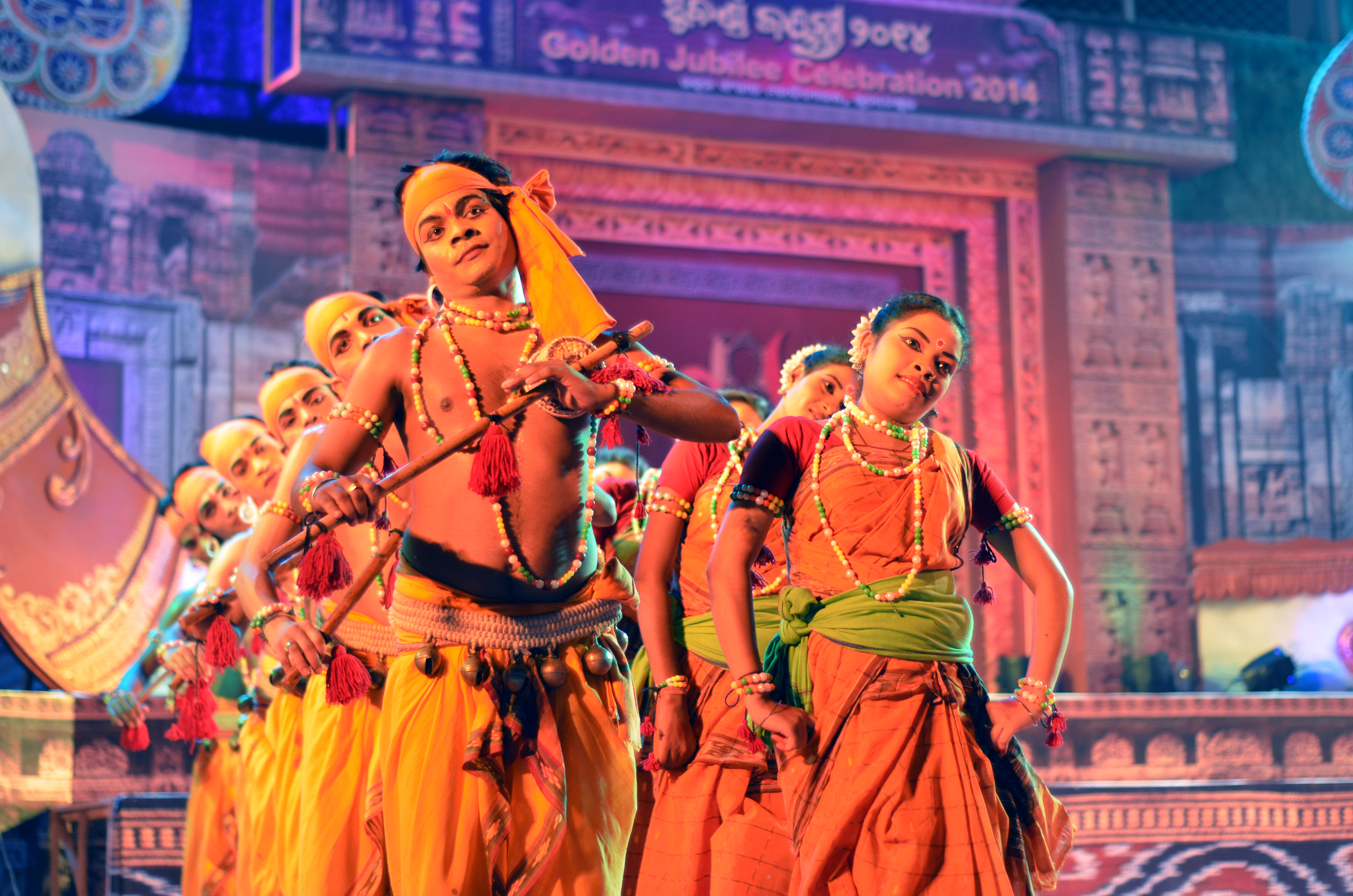
Современная постановка, где танцоры изображают пары Кришны и гопи. Бхубанешвар, 2014 год.

### Супруги Вишну и Лакшми
В постведийский период Вишну представляется вместе со своей супругой, известной под двумя именами — «Шри» и «Лакшми». По всей видимости, первоначально они были двумя различными богинями — первая олицетворяла успех и процветание, а вторая была связана с плодородием. Подобно Вишну, его супруга обладает божественными свойствами — она вне времени и пространства, бессмертная и всепроникающая. Её отождествляют с лотосом, на котором Шри-Лакшми восседает и цветы которого она держит в руках. Шри-Лакшми возникла из вод космического молочного океана и в земном мире отвечает за благополучие.
С раннего постведийского вишнуизма Вишну и Лакшми неразлучны на земле и на небе. Лакшми сопровождает супруга во всех его земных воплощениях в лице его жён. Вишну — создатель, Лакшми — создание; Лакшми — Земля, Вишну — её поддержка и опора; Вишну олицетворяет все мужские качества и достоинства, Лакшми — все женские. В мифологии Лакшми никогда не покидает Вишну и всегда занимает его сторону. В позднем вишнуизме Лакшми почитается как энергия или шакти Вишну, материальная Вселенная (природа), в то время как Вишну отождествляется с её первоисточником.
Неразрывно связанные друг с другом Вишну и Лакшми, как мужское и женское начала, образуют персонифицированного Брахмана, называемого Лакшми-Нараяна (см., к примеру, Вайкунтха-Камаладжа). Несмотря на божественное единство, Вишну и Лакшми имеют различную природу. Вишну творит миры, которые процветают благодаря Лакшми. Супруга Вишну действует самостоятельно, однако любая её деятельность отражает волю Вишну. Лакшми фигурирует в многочисленных легендах и историях под различными именами женских божеств (Махалакшми, Бхадракали и др.). Многие из них обозначают отдельные аспекты процветания, другие олицетворяют вечных спутников Вишну (богиня победы Джая, богиня славы Кирити и др.). В традиции Южной Индии супруги Вишну зовутся Шри и Бху. Бху-деви ассоциируется с воплощением Земли. В эпических произведениях Вишну в своём земном воплощении представлен юношей, которому не чужда страсть, приключения и человеческие отношения.

Неразлучная пара Лакшми-Нараяна
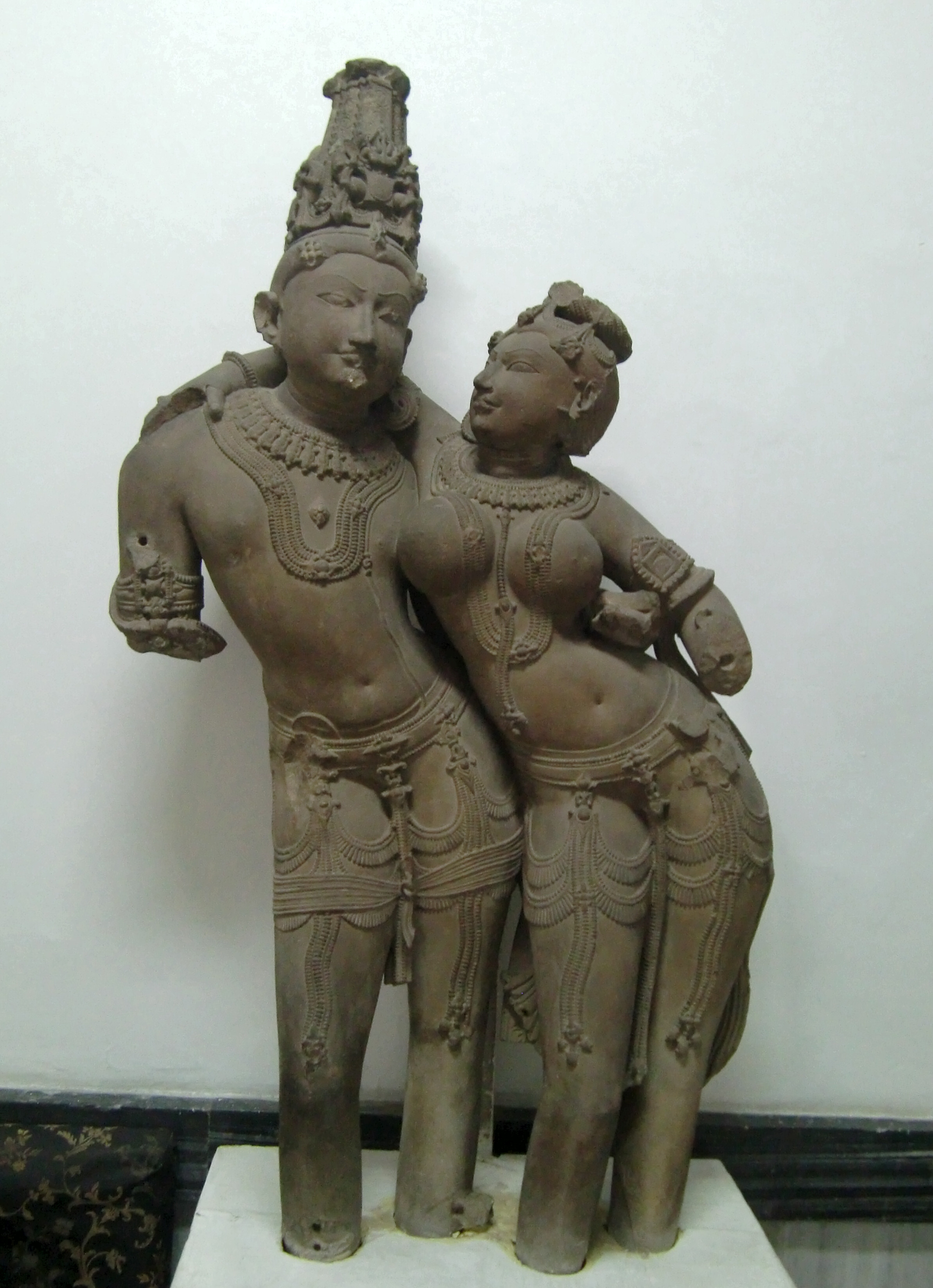
Лакшми-Нараяна. Индия, XI век
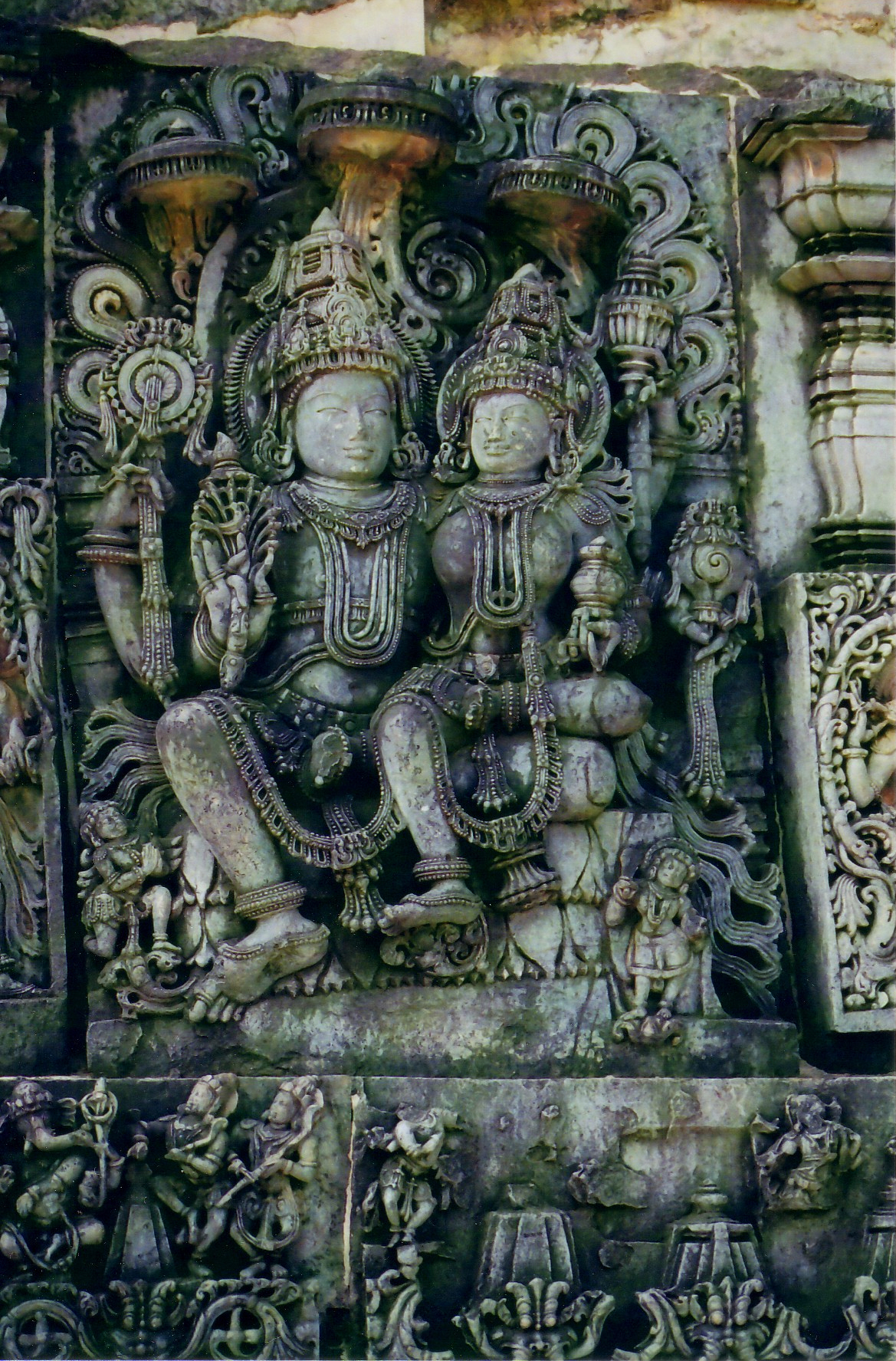
Лакшми-Нараяна в Храме Хойсалешвара в Халебиду. Индия, XII век
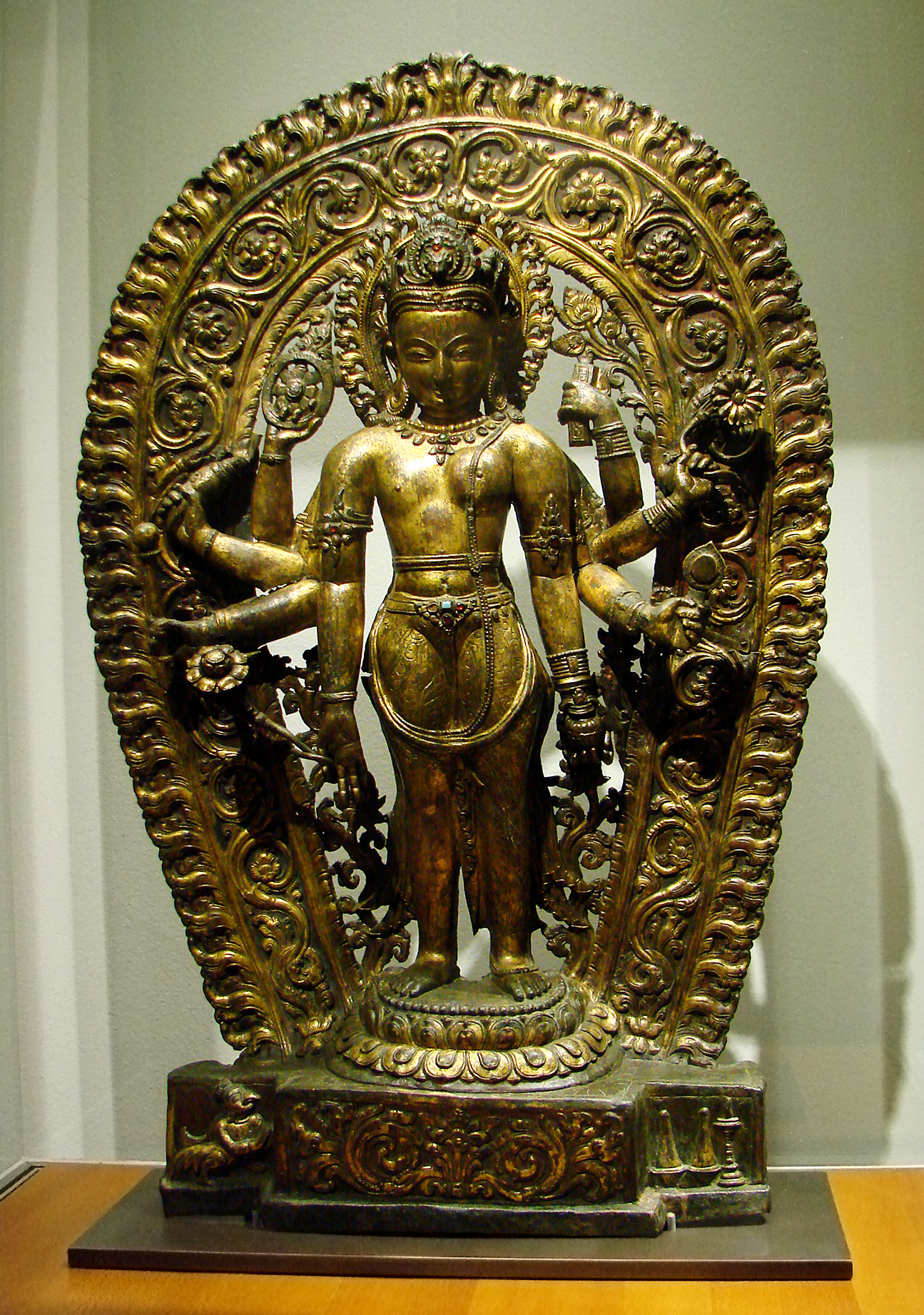
Вайкунтха-Камаладжа (Лакшми-Нараяна): Вишну в форме, совмещённой с Лакшми. Непал, XIV век
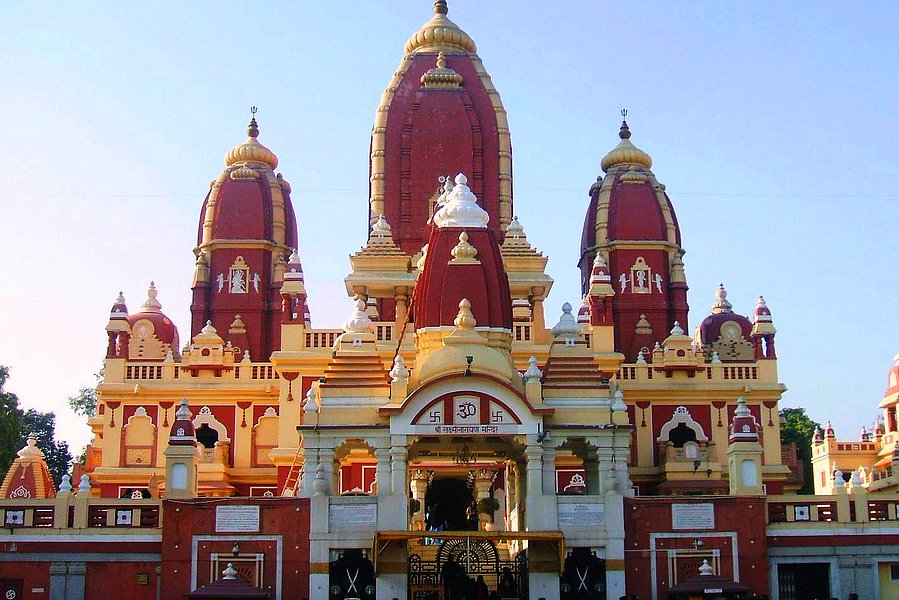
Храм Лакшми-Нараяна (Бирла Мандир) в Дели, в открытии которого в 1939 году участвовал Махатма Ганди

## Почитание Вишну

### Мурти Вишну
В вишнуизме мурти Вишну в форме его статуи или изображения — это не просто художественный образ. Ему поклоняются, почитают и служат как физическому проявлению самого Вишну. Согласно текстам «Панчаратры» трансцендентная форма Вишну недоступна для простых смертных, и из любви к своим преданным он являет себя в материальном образе арча-аватара (arcavatara). Мурти состоит из твёрдых каменных пород, металла или, что встречается реже, из менее долговечного дерева (например, мурти Джаганнатха). Некоторые мурти Вишну считаются самопроявленными или нерукотворными. Как правило, их находят, следуя указаниям святых провидцев. Об истинном происхождении самопроявленных мурти ничего не известно. В Индии насчитывается всего восемь самопроявленных мурти. Наиболее известные расположены в Храме Ранганатхи в Шрирангаме, Храме Тирумалы Венкатешвары, Храме Муктинатха и Храме Бадри-Нараяны. Большинство мурти являются рукотворными, это художественные произведения, выполненные мастерами в соответствии с требованиями, изложенными в трактатах (Шилпа-шастрах) по индуистской иконографии и храмовой архитектуре. Для того, чтобы физическому образу могли поклоняться, брахман проводит специальную церемонию. В ходе сакрального ритуала безжизненное изображение преобразуется в мурти, куда нисходит и далее присутствует Вишну.
Храмы нерукотворных мурти
|                    |                              |                            |                 |                 |                          |                   |                                   |
| Храм Бадри-Нараяна | Храм Ранганатхи в Шрирангаме | Храм Тирумалы Венкатешвары | Храм Муктинатха | Храм Бху Вараха | Храм Ванамамалаи Перумал | Храм Наймишаранья | Храм Варахи в Пушкаре (Раджастан) |

К освящённым образам Бога стягиваются верующие и паломники, чтобы получать даршан, или лицезрение Бога. Мурти Вишну находится в святилище — центре любого храма. Степень его почитания и популярности и, как следствие, известности и достатка храма, зависит от чудотворности образа, в частности, его способности творить чудеса, отвечая на чаяния верующих. Кроме антропоморфных образов Вишну, вишнуиты поклоняются растению туласи (священному базилику) и шалаграмам — круглым камням, найденным в реке Гандак, протекающей в Непале и Индии. Как туласи, так и шалаграмы являются священными символами Вишну. Каждая вишнуитская семья выращивает туласи у себя дома в горшках или во дворе, а также хранит один или несколько шалаграм на алтаре.

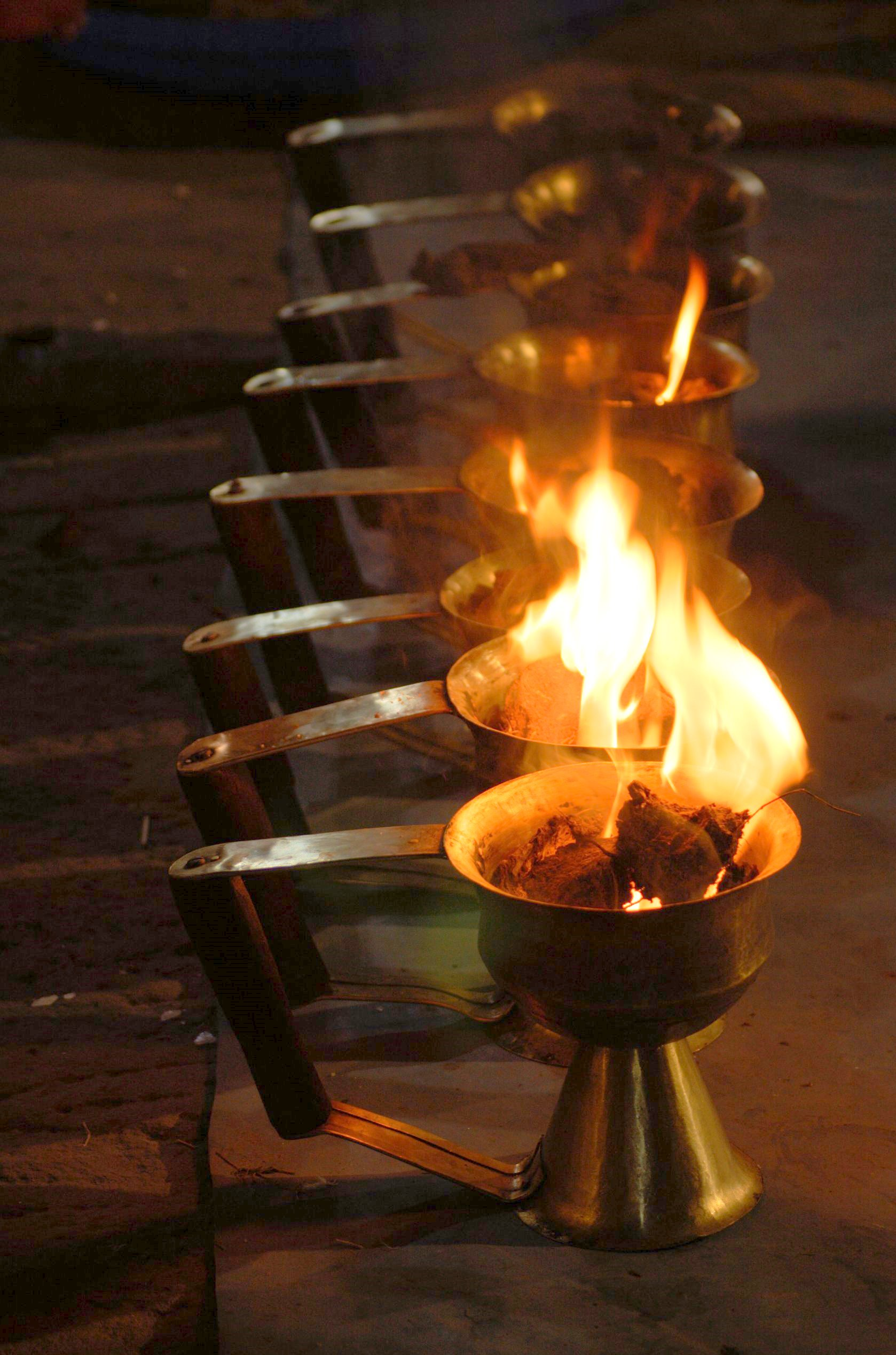
Зажжённые лампады для арати

Для общения с Богом через мурти необходимо соблюдать определённые ритуалы его почитания, чтобы Вишну проявлял себя в статуе или изображении. К мурти относятся как к дорогому гостю царского рода, оно считается владельцем храма и всего, что принадлежит храмовой общине, включая здания или землю. Домашнее мурти почитается как истинный хозяин дома, где временно проживают его постояльцы. Рано утром Вишну в форме мурти пробуждается в ходе церемонии «супрабхатам» (призывание Бога на восходе). Для Вишну играет музыка, ему поют гимны и молитвы под аккомпанемент цимбал и звучание священной раковины шанкхи. Мурти омывают, одевают и украшают гирляндами. Перед образом воскуривают благовония и предлагается пища. В храмах для мурти исполняют классические танцы и музыку, в честь Вишну декламируются священные тексты и нараспев перечисляются его имена (Вишну-сахасранама). Дома те же ритуалы выполняются в меньшем масштабе. Ритуал завершает распределение прасада, или пищи, которая ранее предлагалась мурти. Прасад от мурти считается благословением, его нельзя не съесть или выбросить. Верующие поглощают прасад как сакральный дар или относят его домой, чтобы разделить пищу с теми, кто не посещал храм. Подношения мурти производятся в полдень и вечером, когда образ укладывают на ночь. Наиболее яркой церемонией является арати, или освящение мурти лампадой с гхи (топлёным маслом) или камфорой. Круговыми движениями мурти освящается, после чего присутствующим предлагают освятить себя от огня.

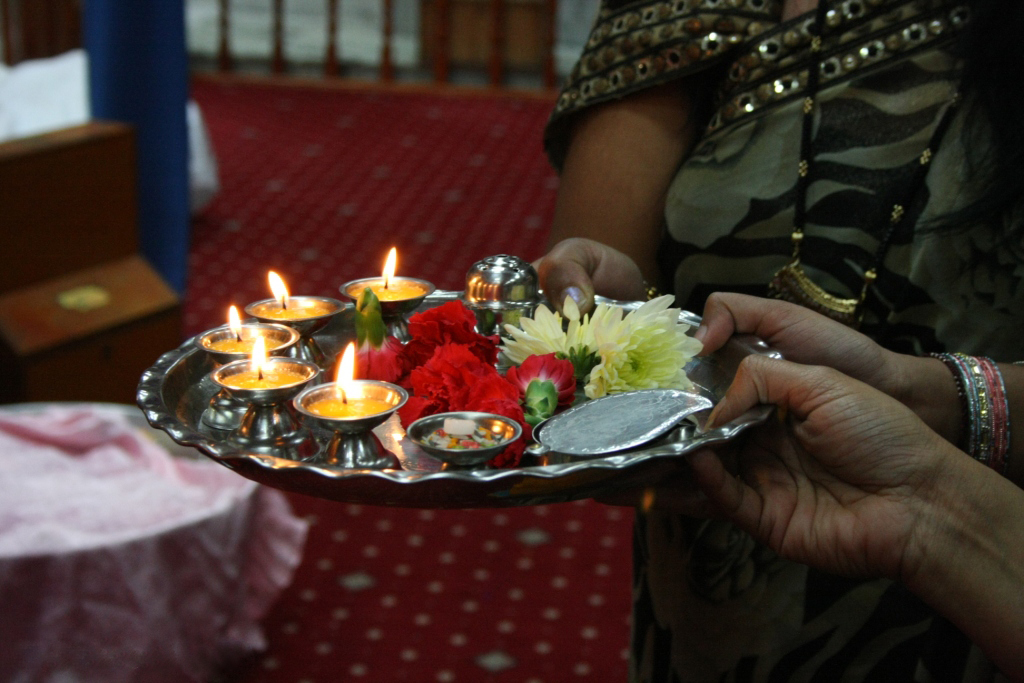
Тарелка с несколькими огнями для арати

В течение года для мурти устраиваются праздники с торжественными ритуалами. В жаркий сезон вокруг храма организуются процессии с выносом специального фестивального мурти за пределы храма. Процессия состоит из брахманов и верующих, которые несут мурти на носилках или везут его в фестивальной колеснице. Последняя может представлять особый художественный объект, имеющий высоту в несколько этажей. В ходе процессии даршан Бога может получить большое число людей, в частности, представителей низших каст (и белокожих туристов), не имеющих права прохода в храм.
Почитание мурти Вишну значительно отличается в зависимости от местных обычаев и сампрадаи. Однако главная роль мурти в религиозном поклонении неоспорима. Вишнуиты верят, что Бог присутствует в физическом образе. В течение земной жизни считается крайне важным посетить известные храмы с наиболее почитаемыми мурти, а лучше всего обойти все 108 обязательных мест паломничества дивьядешам. Паломничество по святым местам происходит с разными намерениями, включая изъявление преданности и благодарности, выполнение обетов, а также в расчёте на духовные и материальные блага. Однако высшим актом преданности считается строительство храма для Вишну в соответствии с традиционными правилами. К примеру, семья Бирла в течение десятилетий возводила крупные храмовые комплексы. К популярным относятся Бирла Мандир, или Храм Лакшми-Нараян, в Нью-Дели, а также Бирла Мандир в Хайдарабаде. В Северной Индии можно встретить многочисленные копии великолепных храмов меньшего масштаба, построенные на средства членов семьи Бирла (в городах Бхопал, Джайпур, Патна и др.). Хотя Индия богата древними храмами, их строительство продолжается каждый год. Многие из новых храмов представляют собой настоящие дворцы, богато украшенные и выполненные из современных материалов.

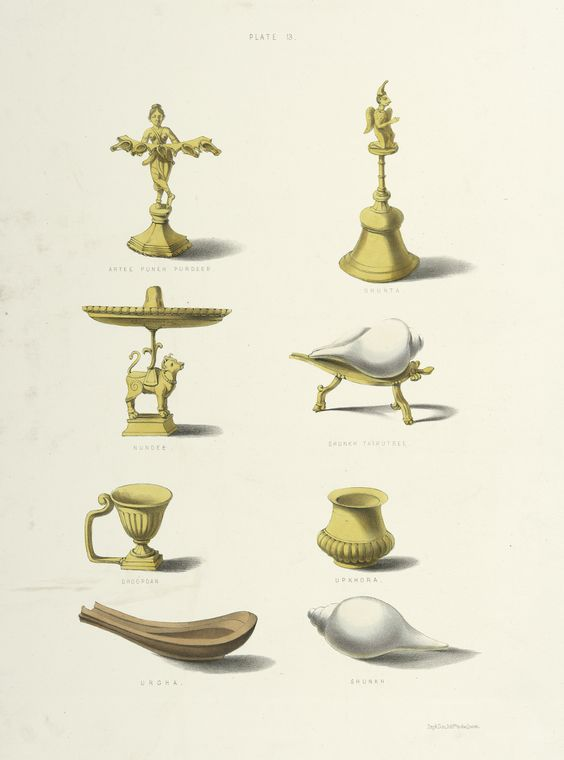
Набор ритуальных принадлежностей для пуджи
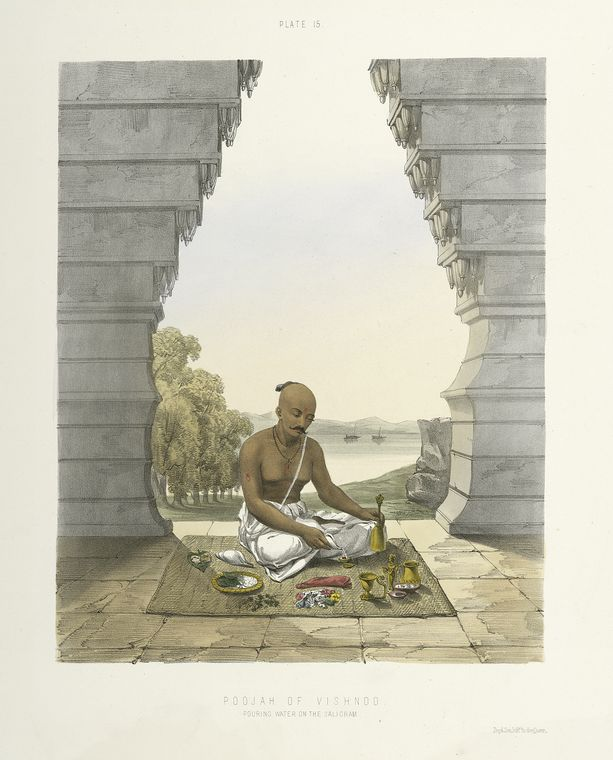
Пуджа для Вишну в форме шалаграмы
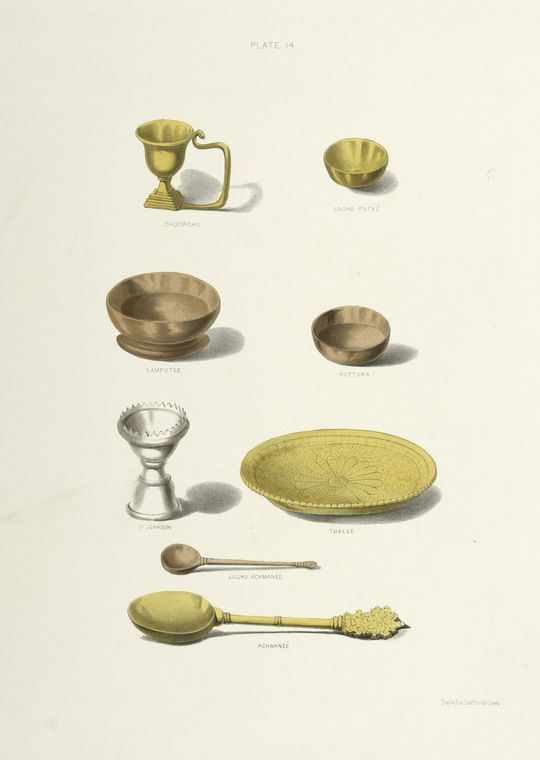
Набор ритуальных принадлежностей для пуджи

#### Шалаграм
В качестве основного или второстепенного мурти может служить шалаграма (IAST: Śālagrāma) или, как иногда произносят, шалиграм (IAST: Śāligrām). Это неканоническое представление о Вишну в форме сферического блестящего камня, обычно черного, красного или смешанного цвета. Для палеонтологов он представляет собой окаменелость аммонита юрского периода, найденного в священной реке Гандаки. Название камня происходит от «шила», что на деванагари означает «камень». Оно происходит от отдаленной деревни на берегу Гандаки в Непале, где Вишну известен под именем «Шалиграман».
Шалиграмам поклоняются как самому Вишну, от других камней их отличают особые отметки, напоминающие божественные атрибуты Вишну — булава, раковина, лотос, но прежде всего — чакра. Отметки представляют собой красивые спиральные формы с ребрами и шипами, которые выделяются на поверхности большинства аммонитов. Наиболее популярные виды шалиграмов называют по именам Вишну: Нарасимха-дева (рыжевато-коричневый с мелкими пятнами), Вараха-дева (с двумя неровными круглыми отметинами) и Вамана-дева (круглый небольшого размера).
Считается, что поклонение шалиграму получило распространение между VIII и IX веками. Основатель адвайта-веданты Шанкара упоминал шалиграм в своих комментариях к «Тайттирия-упанишаде» и «Веданта-сутрам». Шалиграм упоминается в «Гаруда-пуране», где перечислены имена священного камня в зависимости от его внешнего вида. Шалиграмы находятся в храмовых и домашних святилищах по всему Индостану. Считается что они освящают окружающее пространство на 39 километров вокруг. Обычно они хранятся в закрытом ящике и выносятся на свет только для ежедневного поклонения на пудже. Шалиграмы, как правило, являются наследственными религиозными принадлежностями. Шалаграмы не продают за деньги, их дарят или они переходят в семье из поколения в поколение. Считается, что самый большой шалаграм находится в храме Джаганнатхи в Пури.
Шалаграм тесно связан с мифом о разгневанной женой демона Туласи (Вриндой), которая (временно) заколдовала Вишну.

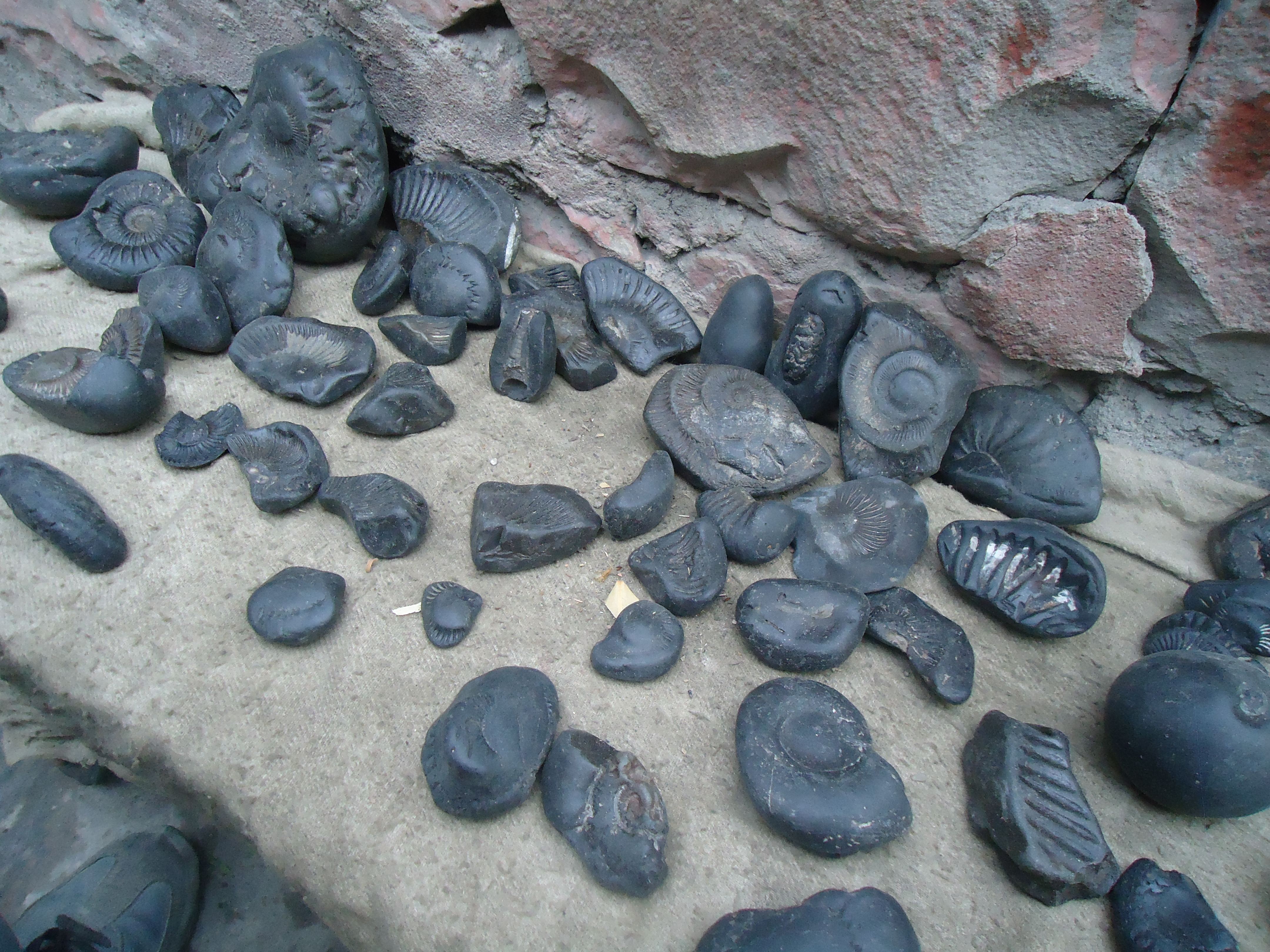
Окаменелости аммонитов
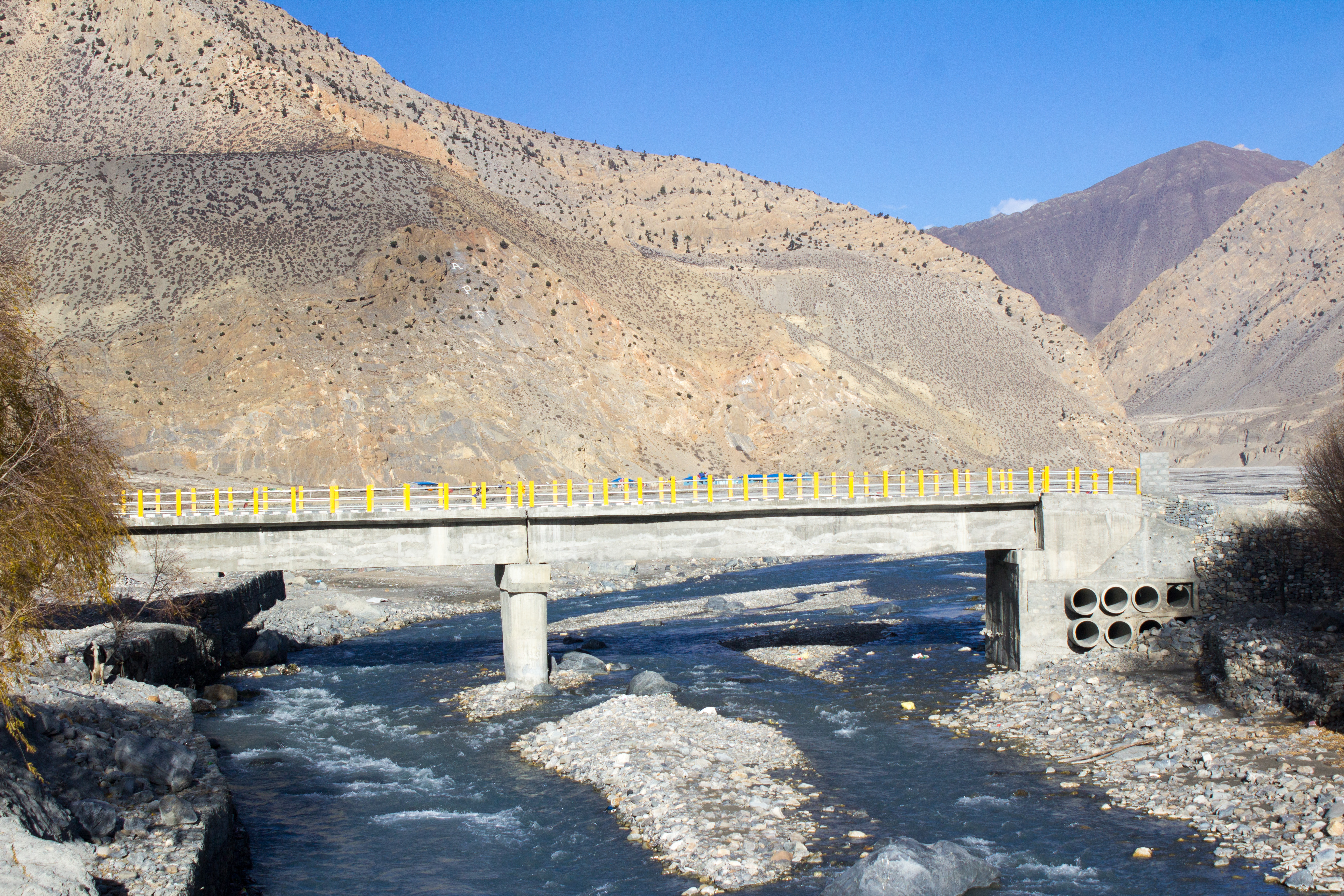
Берега реки Гандаки в Непале
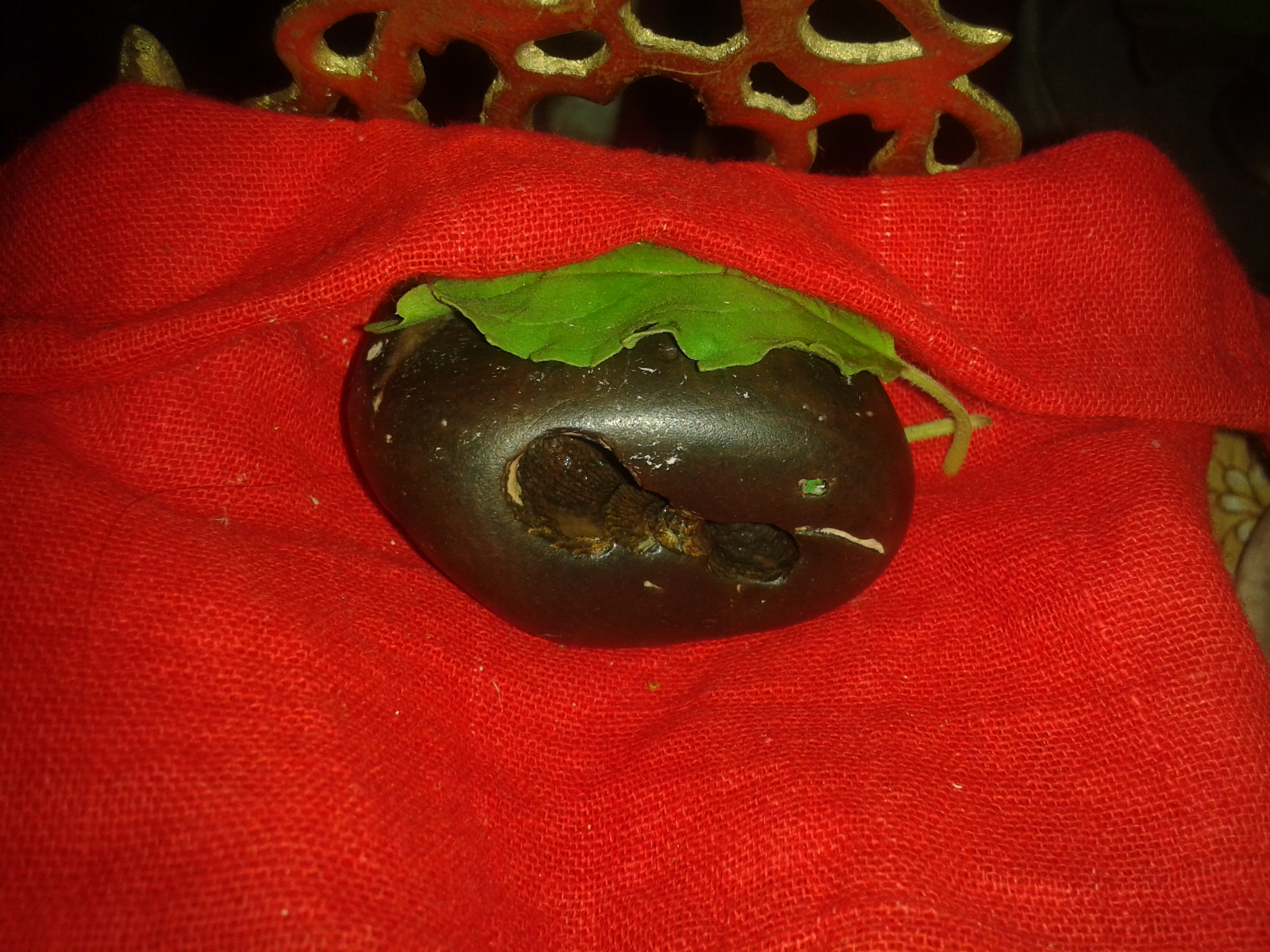
Вид шалаграма, называемый «Лакшми-Нарасимха»
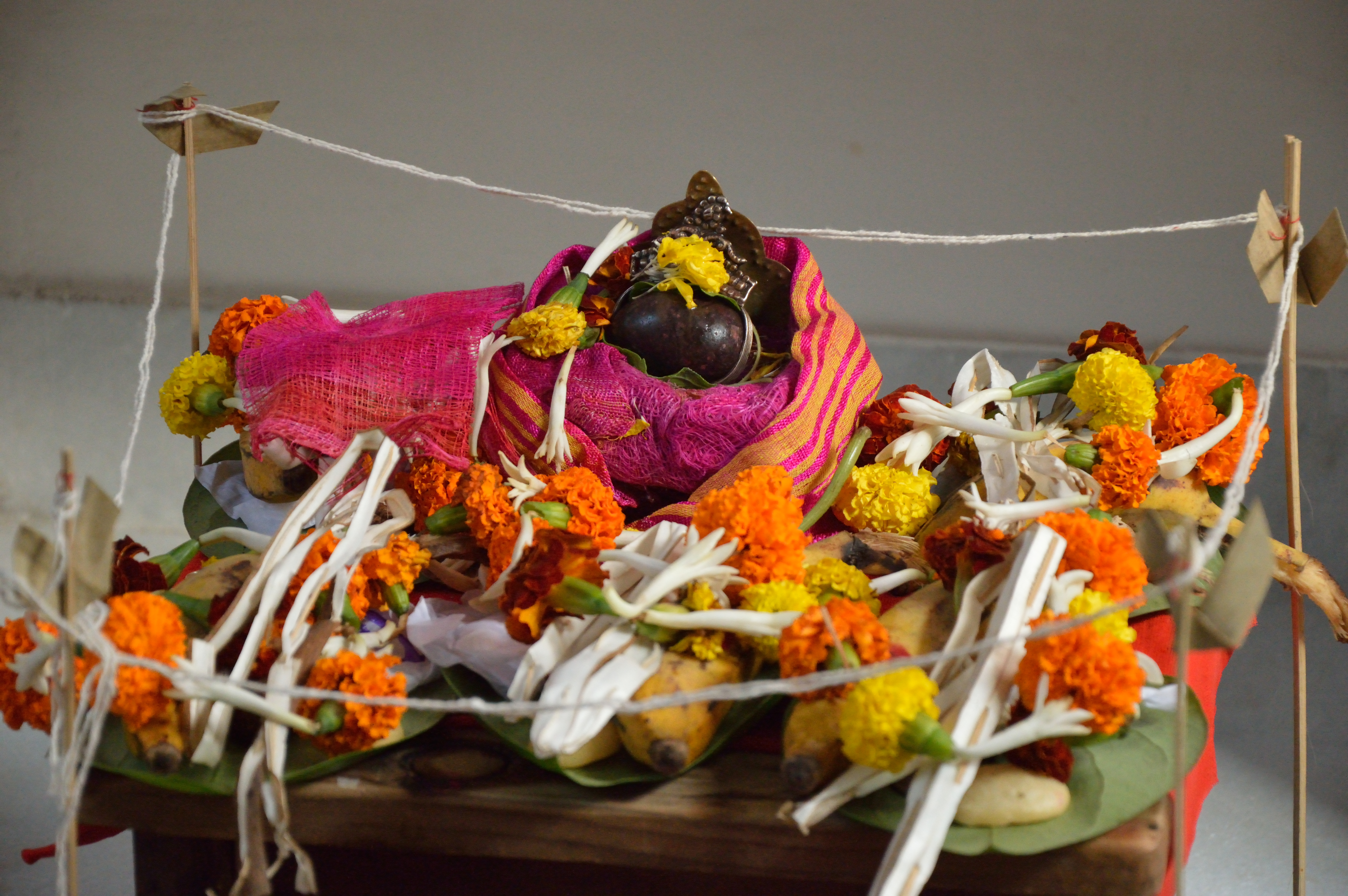
Шалаграм после домашней пуджи

### Туласи
Туласи (IAST: Tulasī) буквально означает «несравненная». Согласно «Шива-пуране» прекрасная принцесса по имени Туласи мечтала о Вишну как о муже. Бог Брахма обещал ей вечную любовь Вишну, но сначала ей придется пройти покаяние. В земном воплощении она вышла замуж за асура Шанкхачуду (IAST: Śaṅkhacūḍa). Брахма даровал ему непобедимость в битве, пока Туласи остается его верной супругой. Асур бесчинствовал на Земле, и никто из богов или людей не мог его остановить. Для восстановления мирового порядка Вишну принял облик Шанкхачуда и пробрался в спальню Туласи. Замысел Брахмы реализовался: Туласи потеряла целомудрие и Шанкхачуда был убит Вишну на поле битвы. В сердцах Туласи прокляла Вишну стать камнем и оставаться на Земле. В ответ Вишну превратил её тело в реку Гандаки, а чудесные волосы в маленькие растения, которые будут носить имя «Туласи». Вишну же стал священными камнями на берегах Гандаки.
По другой версии мифа после смерти мужа Вринда (Туласи) не могла найти себе пристанище в каждом из трёх миров. Лакшми не пустила её за порог своего дома. Женщина осталась за дверями Вайкунтхи, её ноги превратились в корни, а руки стали листьями. Она стала красивым, но диким растением, чей аромат распространялся повсюду. Видя преданность Вринды, Вишну оказал ей милость и выделил среди всех растений. Таким образом, Вринда стала туласи, растением, почитаемым в вишнуизме.
В западном мире туласи известен как тонкоцветный базилик, ароматное лекарственное растение. Вишнуиты выращивают его вокруг храмов и у себя дома. Растение отождествляется с преданностью, которая никогда не ослабевает. Ни одно поклонение Вишну не обходится в Индии без подношения гирлянд, листьев или веточек туласи. Во Вриндаване сохранилось несколько участков с кустами туласи, включая известный сад Нидхиван (27°35′05″ с. ш. 77°41′53″ в. д.). Листья туласи не предлагаются Шиве, так же как листья шиваитской бильвы (бенгальской айвы) не подносятся Вишну. Листья туласи не предлагаются Лакшми, поскольку однажды Вринда уже отвлекла внимание Вишну. Чётки из туласи используются для чтения мантр и повторения имени Вишну.

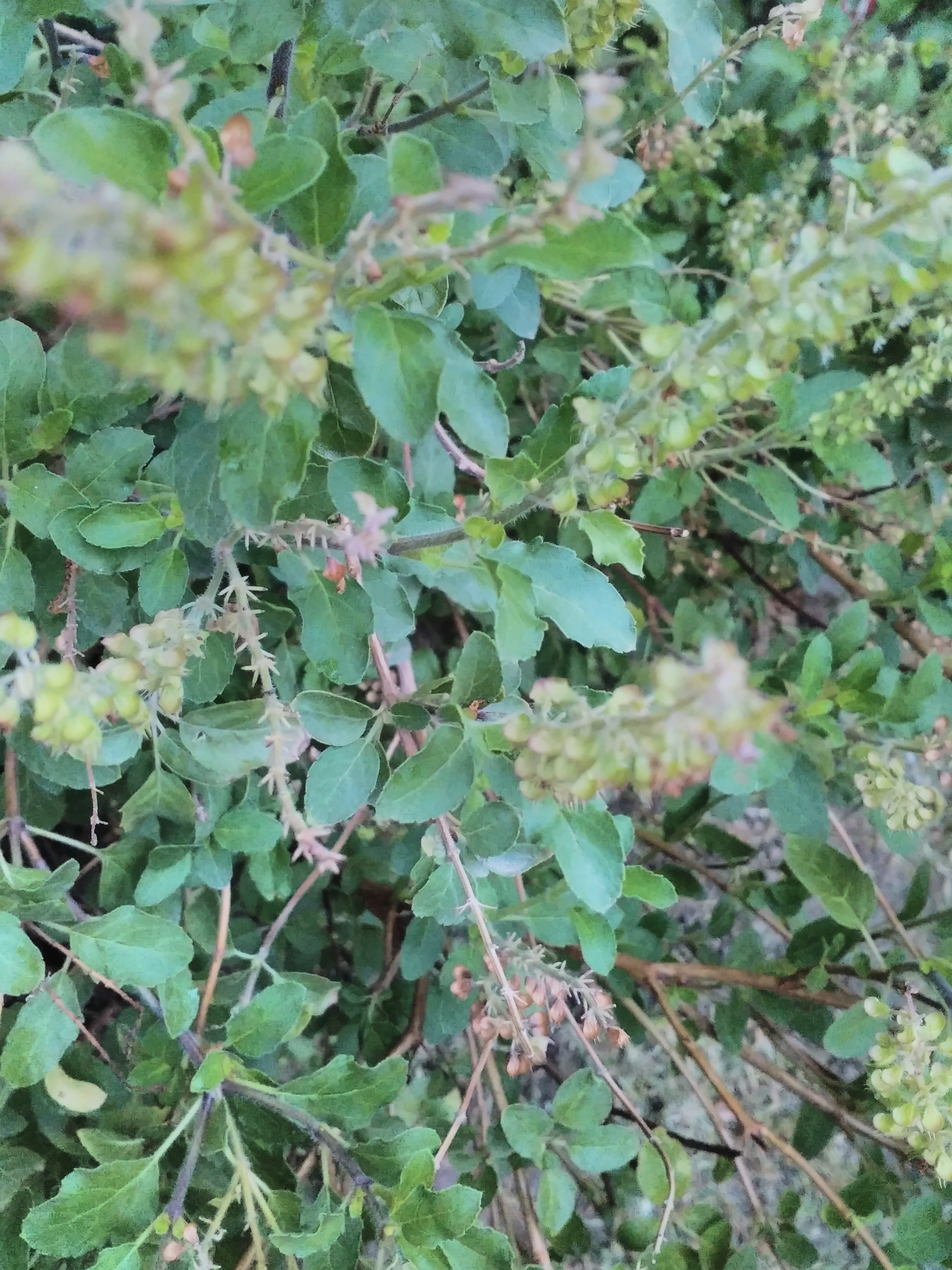
Туласи, известный как тонкоцветный базилик
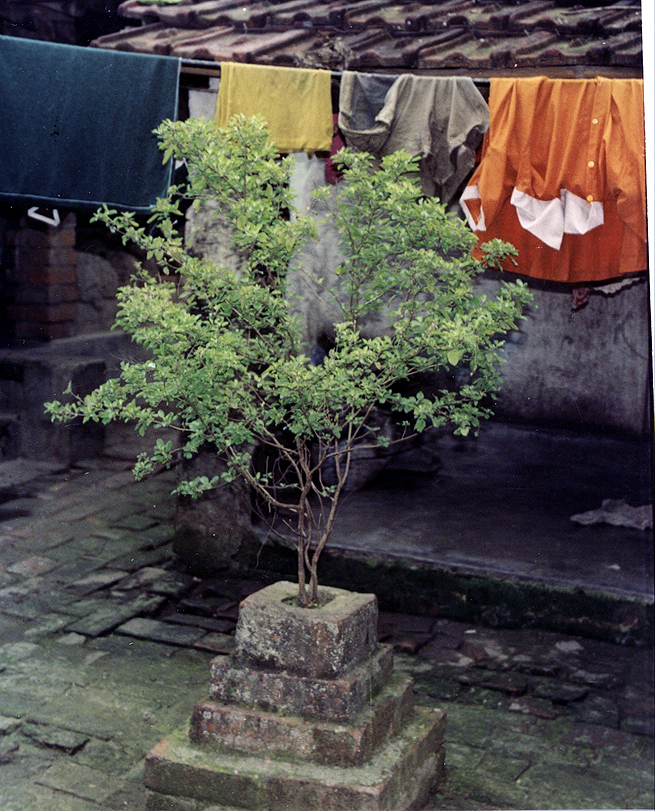
Куст туласи во дворе дома вишнуитов
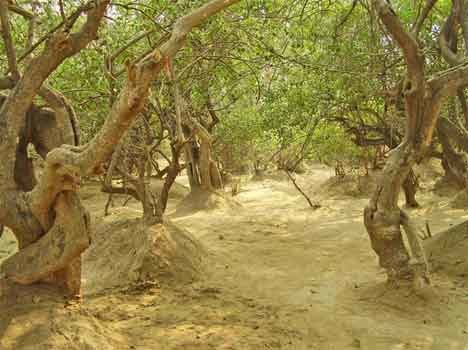
Священный сад Нидхиван из кустов туласи в Вриндаване
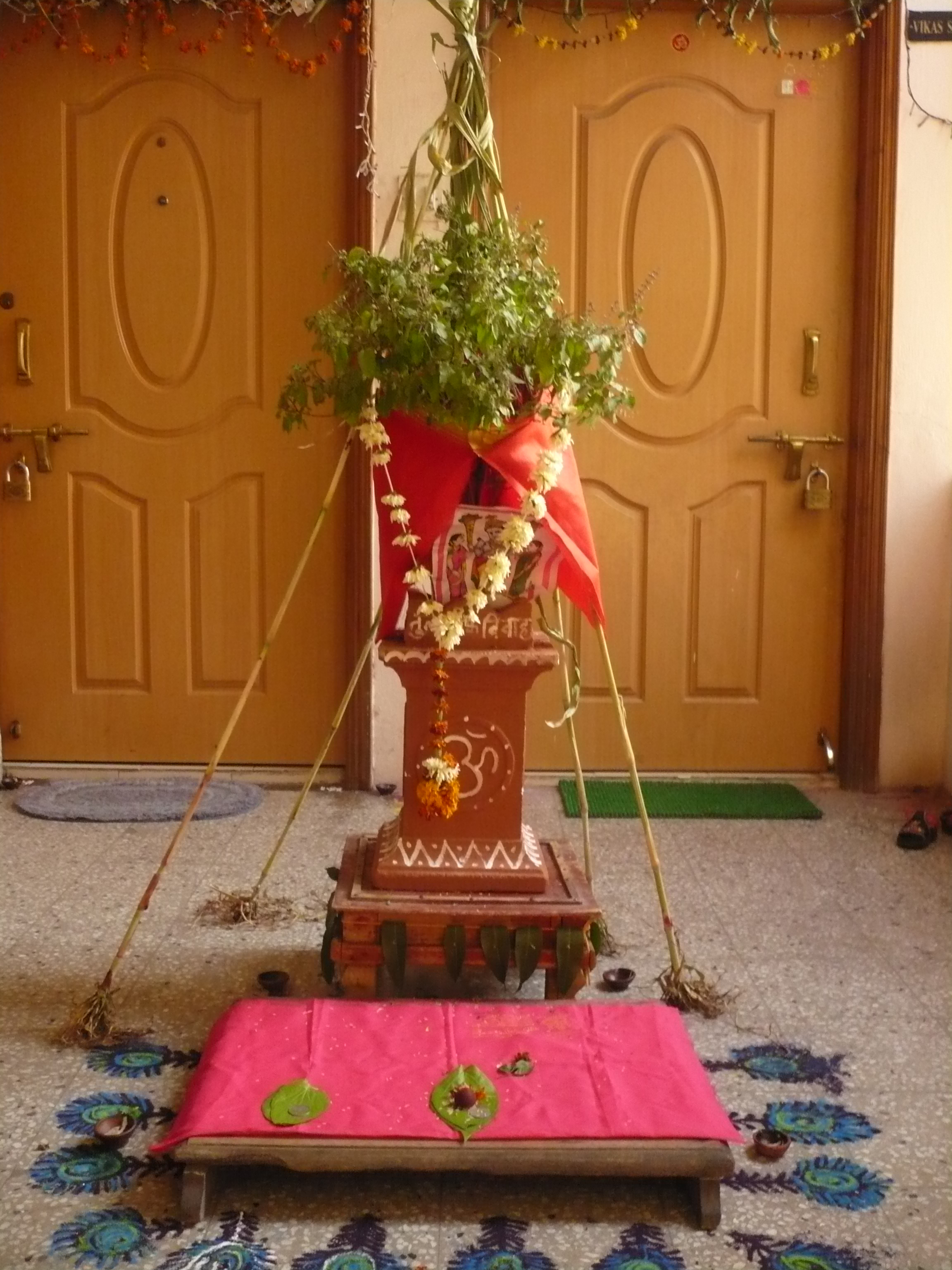
Ежегодная церемониальная «свадьба» Туласи и Вишну
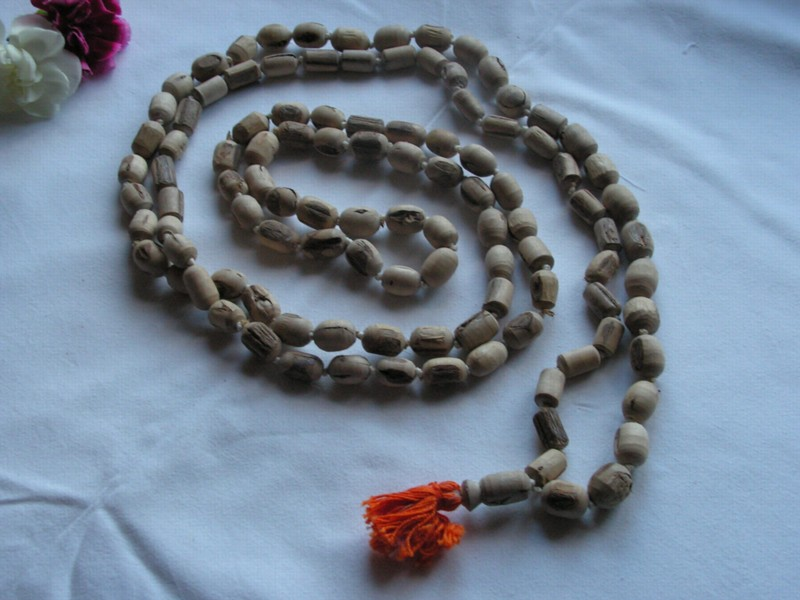
Джапа-мала (чётки) из туласи

### Священные стопы

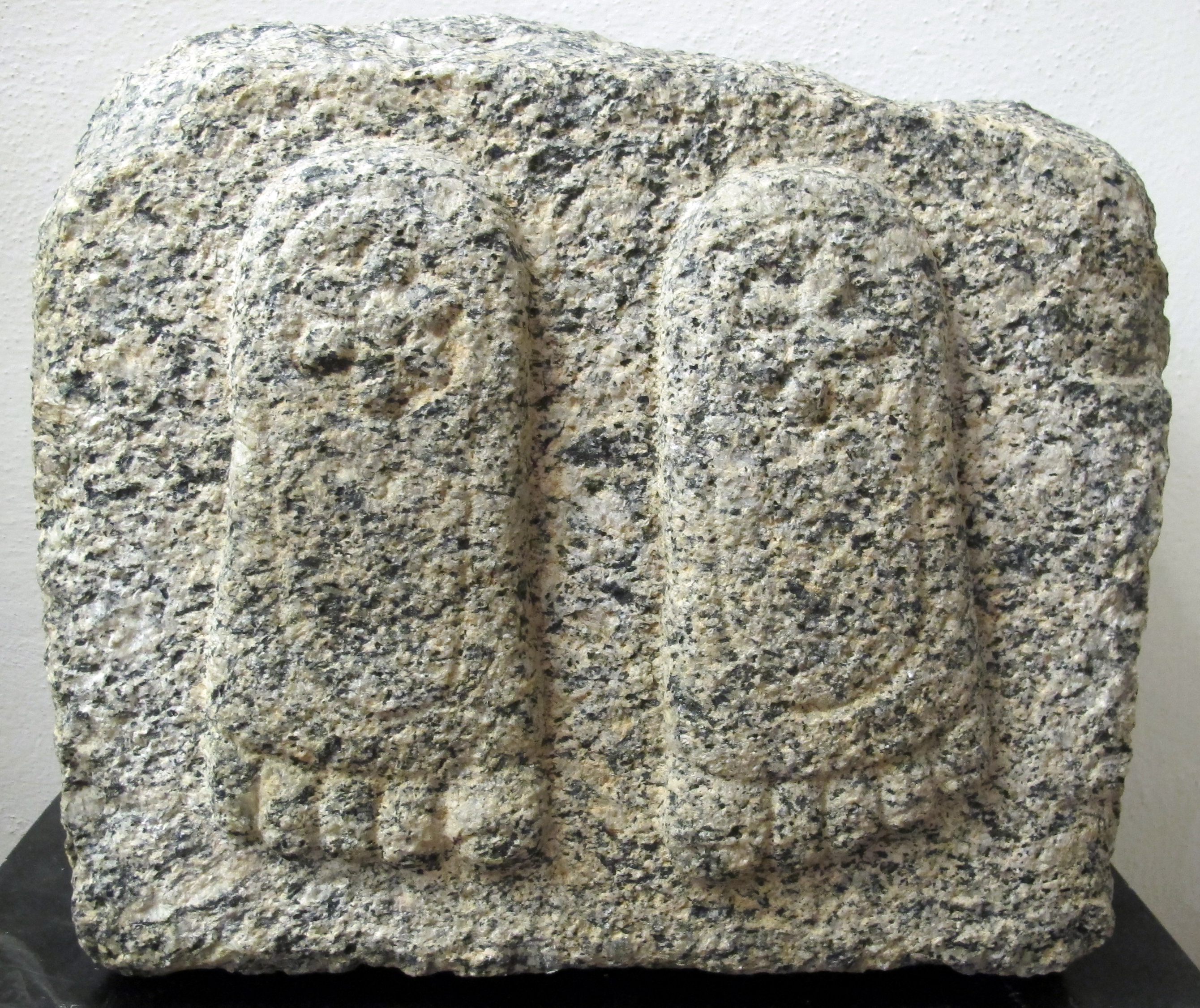
Каменные стопы Вишну в Музее естественной истории (Флоренция)

Одна легенда гласит, что Савитри, супруга Брахмы, опаздывала на яджну. Без неё не мог начаться полноценный ритуал, и чтобы не опоздать с началом, Вишну создал другую женщину по имени Гаятри, чтобы помочь Брахме с жертвоприношением. В гневе Савитри прокляла Вишну, чтобы его следы были более почитаемыми, чем тело. В Вишну-пуране стопы Вишну отождествляются с небесным миром самого Вишну, раем без забот и грехов:

Пространство между семью Риши и Дхрувой, третья область неба, является великолепным небесным путем Вишну (Вишнупада), и обителью тех посвященных аскетов, которые очистились от каждого пятна, и в которых добродетель и порок уничтожены. Это совершенное место Вишну, в котором восстанавливается все и источники страданий угасают вследствие прекращения последствий благочестия или беззакония, и где никогда нет печали… Место Вишну рассматривается как мудрость йоги, выявленная с высшим светом, как сияющий глаз неба… Священная обитель Вишну, поэтому, является поддержкой трем мирам, так как является источником дождей.
— «Вишну-пурана»
В вайшнавизме стопы Вишну, или Вишну-пада (IAST: Viṣṇupada, Viṣṇupāda, Vishnu-pada), стали предметом поклонения. Считается, что поклонение божественным стопам началось с V века н. э. Возможно, что практика поклонения стопам имеет корни в буддистском поклонении ступням Будды с II века. В Метрополитен-музее Нью-Йорка хранится чернильный рисунок на бумаге, изображающий одного из религиозных деятелей сикхов XV века, Бхагат Сена, поклоняющегося стопам Вишну.
Предшественник основоположника шри-вайшнавизма Рамануджи, духовный глава общины в Шрирангаме Ямуначачрья, воспевал стопы в гимне в честь Вишну:

Как душа, отдавшаяся Твоим лотосовым стопам, истекающим нектаром, может желать чего-то иного? Ибо шмель не видит цветок каперсов, наполненный нектаром, когда [рядом] находится лотос.

Когда кто-либо когда-либо, даже если всего один раз, устремит к Твоим стопам протянутые ладони, в тот же миг [все] плохое исчезает и расцветает [то] прекрасное, [которое] никогда не будет утрачено.

Маленькая капелька бессмертного океана любви к красному лотосу Твоих стоп дарует высшее блаженство, в тот же миг погасив пожар нарастающего круга перерождения.

Когда же я смогу своими собственными глазами увидеть Твои лотосовые стопы, игриво ступающие вверху и внизу вселенной, моментально разрушающие страдания благочестивых, мое [единственное] богатство?.
— Ямуначарья. «Стотра-ратна» («Сокровище гимнов, [восхваляющих Вишну]»), X век
В вишнуитских храмах можно встретить каменные стопы Вишну, которых посетители с трепетом касаются головой и руками. Брахманы благословляют посетителей храма чашей в форме усечённого конуса, который увенчан миниатюрными стопами (называемой «шатари» или «сатари», IAST: Śatari). В индийском штате Бихар в городе Гая располагается храм Вишнупада Мандир, или храм Вишнупада (Vishnupad Temple, 24°46′38″ с. ш. 84°43′45″ в. д.), в котором можно получить даршан стоп. Крошечный храм построен над парой отпечатков стоп на каменной поверхности скалы. Как место паломничества упоминается в Падма-пуране и Брахма-пуране. В качестве ритуального поклонения отпечаткам стоп предлагают лепестки цветов и порошок куркумы. Храм расположен в старом центре Гаи и был построен по велению махарани Ахилии Бай, правительницы княжества Индаур, в 1787 году, после того как она сама посетила святое место. Стопы представляют собой углубление в скале, размером приблизительно 40 сантиметров, напоминающее след ног.
Храм Вишну-пада в честь Вишну (15°19′52″ с. ш. 76°27′29″ в. д.), является одной из популярных достопримечательностей Хампи (Карнатака) — бывшей столицы Виджаянагарской империи. В храме находятся стопы Вишну, которые дали ему название. Их можно увидеть как на прибрежных скалах у реки Тунгабхадра, так и в внутри храма.
В домах могут храниться миниатюрные каменные, золотые, серебряные или медные стопы Вишну, символизирующие пребывание Господа в доме. По внешнему виду они напоминают вставки в обувь. Это тантрическое изображение стоп, выполненное, как правило, из листовой меди или латуни с гравировкой священных символов. На стопах изображаются раковина шанкха, чакра, флаг с Гарудой, рыба, горшок, меч, лук и стрелы, топор, трон, лотос, трезубец и булава. Стопам Вишну посвящаются отдельные пуджи. «Пада-пуджа» особенно популярна в Северной Индии. В Индии также распространены эмалированные ожерелья Вишну-пада с подвесками из золота и серебра. Они включают часть или все символы Вишну — Солнце и Луну, лук, лотос, раковину и булаву, свастику и знамя. Золотые ожерелья Вишну-пада популярны в Джайпуре и Натхдвара (Раджастхан). Объясняется это тем, что, прибывая в храм Шринатхджи в Натхадваре, паломники покупают ожерелья в память о своём посещении. Некоторые преданные носят по несколько ожерелий с подвесками как священные амулеты.
С именем Вишну связан индийский музыкальный жанр, называемый «вишнупада» (Вишнупада). К аналогичным жанрам, основанным на рагах, относятся дхрува (dhruva), абхог (abhog), пада (pada) и бируда (biruda). Соответственно, вишнупада стала ответвлением жанра «пада». Считается, что жанр вишнупада популяризировал правитель Гвалиора (Мадхья-Прадеш) Мансингха Томар (Mansinha Tomar, 1486—1516), который заказывал пение на праздники. Считается, что рождение вишнупады являлось музыкально-культурным «ответом» индуизма на песнопения суфийских подвижников.
Воспевание нашло распространение в Северной Индии в местах поклонения Кришне. Святой поэт Сурдас (1478—1583) ввёл распевание вишнупады в средневековую религиозную моду. Первоначально вишнупада описывала преданность богу, однако в последующем жанр приобрёл любовные черты, и в конечном счёте любовная лирика стала в нём преобладать. Вишнупада имеет от четырёх до шести строк в строфе и посвящена, как правило, Кришне. Популярность жанра вишнупада ограничивается центрами паломничества и не выходит за пределы религиозных сообществ, прежде всего гаудия-вайшнавизма.

## Альвары и поэтический образ Вишну

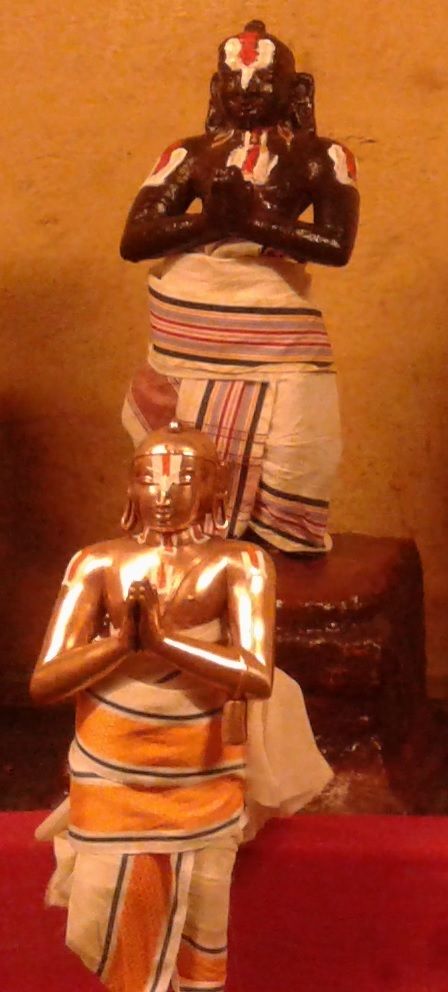
Мурти альвара Тондарадипподи

Широкое почитание Вишну началось с середины первого тысячелетия н. э. Оно заложило основы движения бхакти, которое охватило Индию с XII века и стало основой поклонения Вишну. Любовь к Вишну была бы невозможна, если бы его вдохновляющие и прекрасные образы не были созданы теми, кто в него погрузился всей душой. Погружённых в бога называли альварами, это были поэты, посвящавшие Вишну свои стихи и гимны. Большинство общеизвестных альваров жило с VI по X век н. э. в Южной Индии. Они жили или путешествовали к святым местам, связанным с Вишну. Благодаря чувствам и впечатлениям альваров родились стихи, посвящённые тому или иному образу Вишну.
К примеру, молодой Тондарадипподи по прибытии в Шрирангам настолько был зачарован красотой божества, что посвятил ему жизнь, ежедневно делая для него цветочные гирлянды. Вокруг храма Тондарадипподи вырастил сад туласи, в котором сам поселился в маленькой хижине. Тондарадипподи воспевал красоту Вишну:

Тот, чья форма похожа на цветущую зелёную гору, чьи губы как красные кораллы и глаза, как лотос… Ачьюта, божественный Ачьюта, жемчужина Ядавов… есть ли кто-то подобный во всей Индралоке… Тот, кто величайший правитель высшего царства… нет никого, похожего на тебя, нет никого, кто сильнее… обнажи свои лотосные стопы… О, Господь, Высший образ всего…
— Произведение «Pachai Ma Malai Pol Meni» (сборник «Дивья-прабандха»)
Вайшнавская философия провозглашает, что чувства присущи человеческой душе, поэтому они останутся с ней навсегда, даже после обретения освобождения. Более того, чувства способствуют освобождению души. Как следствие, воспитанию любовных чувств к Вишну в философии вишишта-адвайты уделяется особое внимание как часть сотериологии, то есть пути освобождения. Философские сочинения могут превозносить любовь к Богу, однако они мало способствуют её культивированию. По этой причине основоположники вайшнавизма были поэтами — стихи приходили им на помощь. Как альвары, так и учителя шри-вайшнавизма славились своими поэтическими произведениями. Они возвышают любовь и культивируют её посредством прекрасных описаний Вишну. Таким образом, вайшнавская поэзия помогает вайшнавской философии.
Благодаря любви альваров к Вишну родилось и распространилось почитание святых мест, таких как Шрирангам, где находится Ранганатха, или Тирумала с образом Венкатешвары. Стихи, собранные в сборники, вошли в состав ритуальных песнопений в честь Вишну, исполняемых в храме и дома во время служения.

## Вайкунтха
Вайкунтхой (IAST: Vaikuṇṭha, Vaikuṃṭha, Vaikuṇṭhā) называют небесную обитель Вишну или высшую обитель блаженства — мир без забот и тревог, где Вишну пребывает со своими спутниками и преданными. Считается, что обитель Вишну, которую также называют «Вишну-локой» (миром или планетой Вишну) или «Вишну-нагаром» (священным местом Вишну), находится на вершине всех лок или миров. На Вайкунтхе Вишну пребывает со своей супругой богиней Лакшми и преданным Ананта-Шешей. Канонический текст «Парама-самхита» описывает, как в обители Вишну находится золотой дворец, окруженный золотыми стенами, где пребывают боги. Посреди дворца на красном лотосе восседает Вишну с четырьмя руками. Он безмятежен и дарует свою благодать всем, кто поклоняется и приходит к нему, проходя через четыре двери, охраняемые дварапалами.
Вайкунтха упоминается один раз в первых трех тысячах стихов сборника гимнов альваров «Дивья-прабандха». Её упоминает альвар Пей, живший в Северной Индии в VII веке:

Как и во все прежние времена Венкатам (святыня на горах Тирумалы — прим.), Молочный океан [и] Вайкунтха были храмами для того, кто брал [их с собой] и обитал там, [так теперь] Катикай (древнее тамильское название города Шолингхур в Тамилнаде, где находится Храм Лакшми-Нарасимха свами, посвященный Вишну), с пьянящими цветами в длинных рощах, где в изобилии роятся пчёлы, райский город для молодого принца
— Пей-альвар, «Дивья-прабандха», стих 2342
Тем самым Пей причисляет Вайкунтху к местам обитания Вишну, таким как незримый Молочный океан и земная обитель Вишну в Храме Тирумалы Венкатешвары. Вайкунтха известна как «Парамдхама» («Высшая земля», Param Padam, Paramapadam), где освобожденные души живут вечно, наслаждаясь блаженством и счастьем в обществе Вишну. Вайкунтха находится за пределами материальной Вселенной и, как следствие, не может восприниматься мирским сознанием.

Однажды они (кумары, четыре сына Брахмы — прим.), свободные от скверны стяжательства, вышли за пределы Вселенной и приблизились к вратам Вайкунтхи, куда стремится всякий смертный.

Все обитатели Вайкунтхи как две капли воды похожи на Всевышнего. Они славят Его, преданно служат Ему и безразличны к мирским соблазнам.
Всевышний пребывает там в своем исполненном чистого света изначальном облике, который открывается в звучании священных Вед. Господа окружают Его спутники, чьи сердца Он наполняет бесконечным блаженством.

В обители Господа растут благодатные древа желаний, и круглый год они цветут и плодоносят. Каждое из них — особое лучезарное существо.

Обитатели Вайкунтхи, странствуя на воздушных кораблях, неустанно воспевают всеблагого Господа, Кого не могут коснуться порок и скверна. Прославляя Его, они не замечают даже распустившихся цветов мадхави, которые источают чудесный аромат и клонятся к земле под тяжестью меда.
— «Бхагавата-пурана», песнь 3, глава 15, тексты 13-17
Вайкунтха, называемая как «Тиру-парама-падам» (Thirupparamapadham), входит в число 108 дивьядешам, святых мест паломничества. Упоминается в «Вишну-пуране», «Брахма-пуране», «Брахманда-пуране», «Бхагавата-пуране», «Гаруда-пуране», «Маркандея-пуране», «Падма-пуране», «Сканда-пуране», «Девибхагавата-пуране», «Шива-пуране», «Нараяна-упанишаде» и других произведениях.
Вишну называют «Вайкунтханатхом» (IAST: Vaikuṇṭhanātha) или Господином Вайкунтхи. Вайкунтха также является одним из его имён, оно фигурирует в «Вишну-сахасранаме» (1000 имён Вишну) и традиционно переводится как «Тот, кто устраняет все препятствия на пути преданных, чтобы достигнуть Его». С именем Вайкунтхи связаны определенные образы Вишну: четырехликий Вайкунтха Чатурмурти и андрогинный Вайкунтха-Камаладжа, распространенные в Северной и Центральной Индии.
Именем Вайкунтхи назван древний Храм Вайкунтха Перумал (Vaikunda Perumal Temple, 12°36′55″ с. ш. 79°45′22″ в. д.) в деревне Утирамерур (Тамилнад) в честь Вишну. Храмовое божество почитается как Вайкунтха Перумал, его супруга Лакшми — как Ананда-валли. В святилище находится в сидячем положении Вайкунтанатха с Шри-деви и Бху-деви по обеим сторонам. Храм сооружен при династии Паллавов предположительно в 730—795 годах и достроен при правителях Чола.
Другой Храм Вайкунтха Перумал (Sri Vaikuntha Perumal Temple или Parameshwara Vinnagaram, 12°50′13″ с. ш. 79°42′28″ в. д.) находится в Канчипураме (Тамилнад). После шиваитского Храма Кайласа-натха он считается старейшим из сохранившихся храмов Канчипурама. Храм входит в число 108 дивьядешам, обязательных мест паломничества для шри-вайшнавов. Местные жители называют храмовое божество Вайкунтханатхом, а его супругу — Вайкунтха-валли. Три святилища хранят несколько образов Вишну: сидящего на первом этаже и доступного широкой публике; лежащего на первом этаже, которого открывают в дни экадаши; и стоящего на втором этаже, которого могут посещать только брахманы. Считается, что Храм заложен правителем династии Паллавов Нарасимхаварманом II между 720 и 796 годами. Храм в Канчипураме послужил прообразом для более поздних храмов, построенных в Тамилнаде.

Храмы Вайкунтхи в Южной Индии
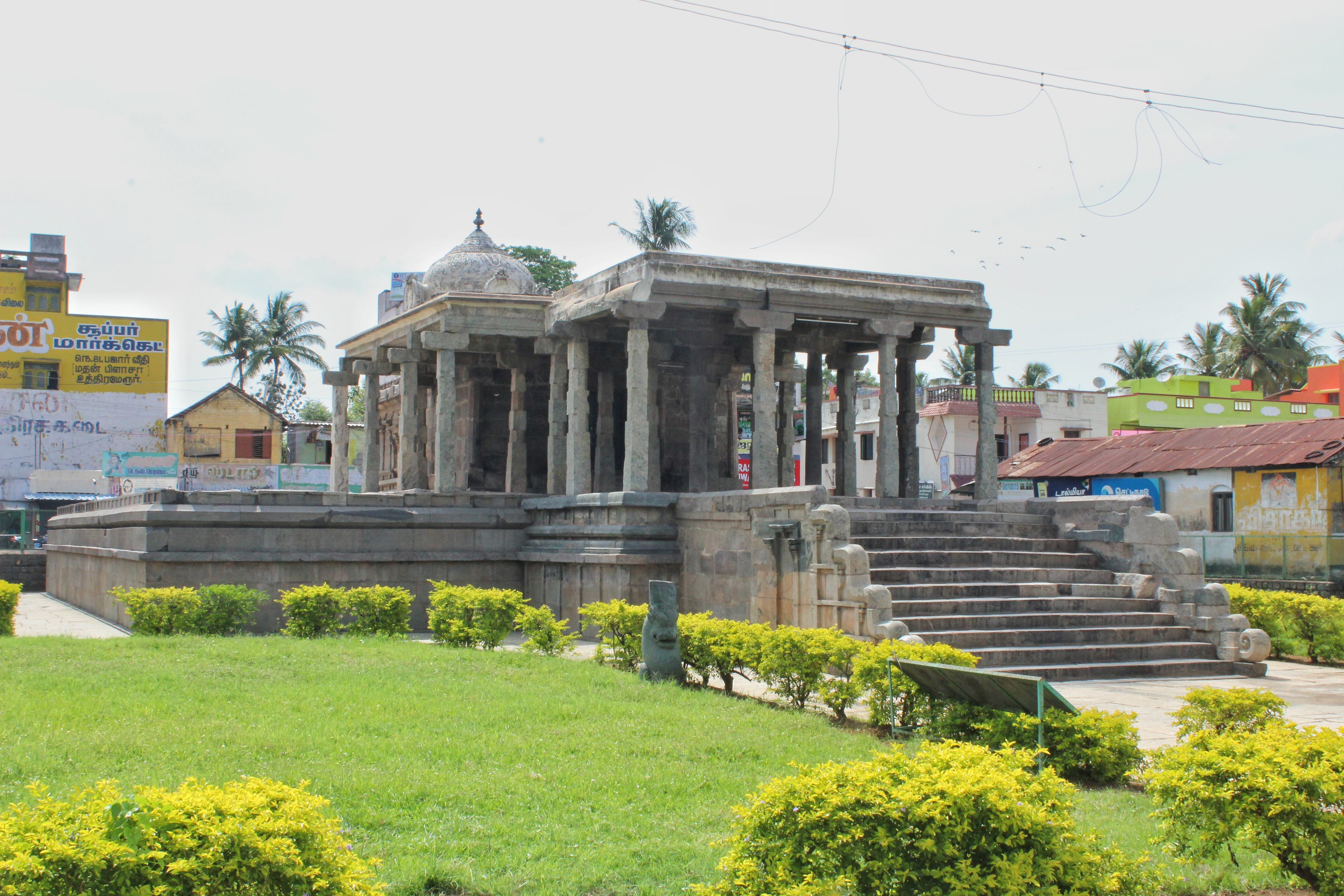
Храм Вайкунтха Перумал в Утирамеруре
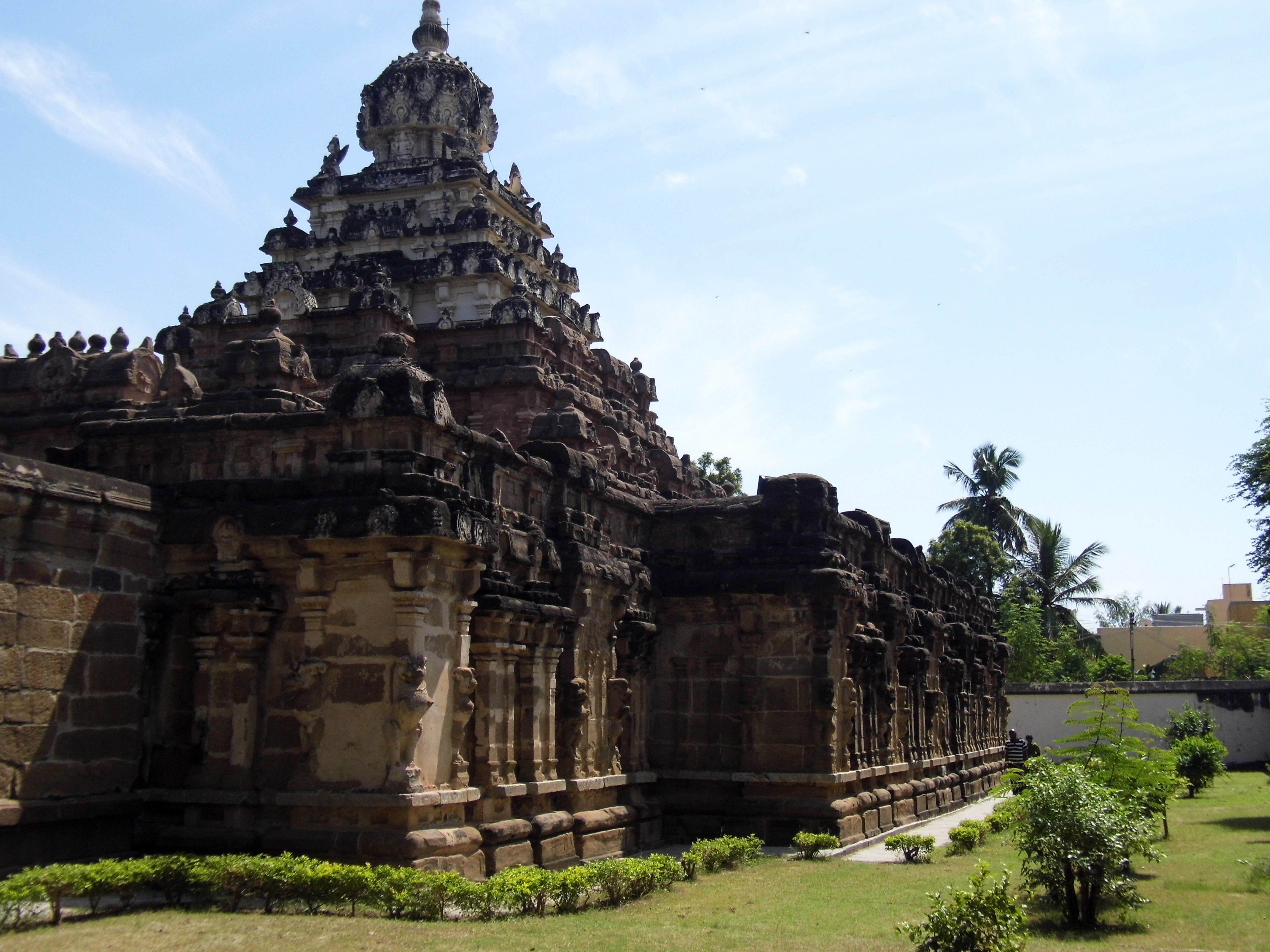
Храм Вайкунтха Перумал в Канчипураме

## Основные мантры Вишну
| Мантра                          | Содержание                                                         | Произношение                                                 | Источник                           | Воспроизведение |
| ------------------------------- | ------------------------------------------------------------------ | ------------------------------------------------------------ | ---------------------------------- | --------------- |
| Восьмислоговая мантра           | OM Namo Narayanaya                                                 | Ом Намо Нараяная                                             | «Нарасимха-пурана»                 | Аудио-образец   |
| Приветствие/поклонение Вишну    | OM Vishnave Namaha                                                 | Ом Вишнаве Намаха                                            |                                    | Аудио-образец   |
| Приветствие/поклонение Васудеве | Om Namo Bhagavate Vasudevaya                                       | Ом Намо Бхагавате Васудевая                                  | «Бхагавата-пурана», «Вишну-пурана» | Аудио-образец   |
| Вишну-Гаятри                    | OM Narayanaya vidmahe Vasudevaya dhimahi Tanno Vishnuh prachodayat | ОМ Нараяная видмахе Васудевая дхимахи Танно Вишнух прачодаят |                                    | Аудио-образец   |

## Идеологические различия: Шива и Вишну

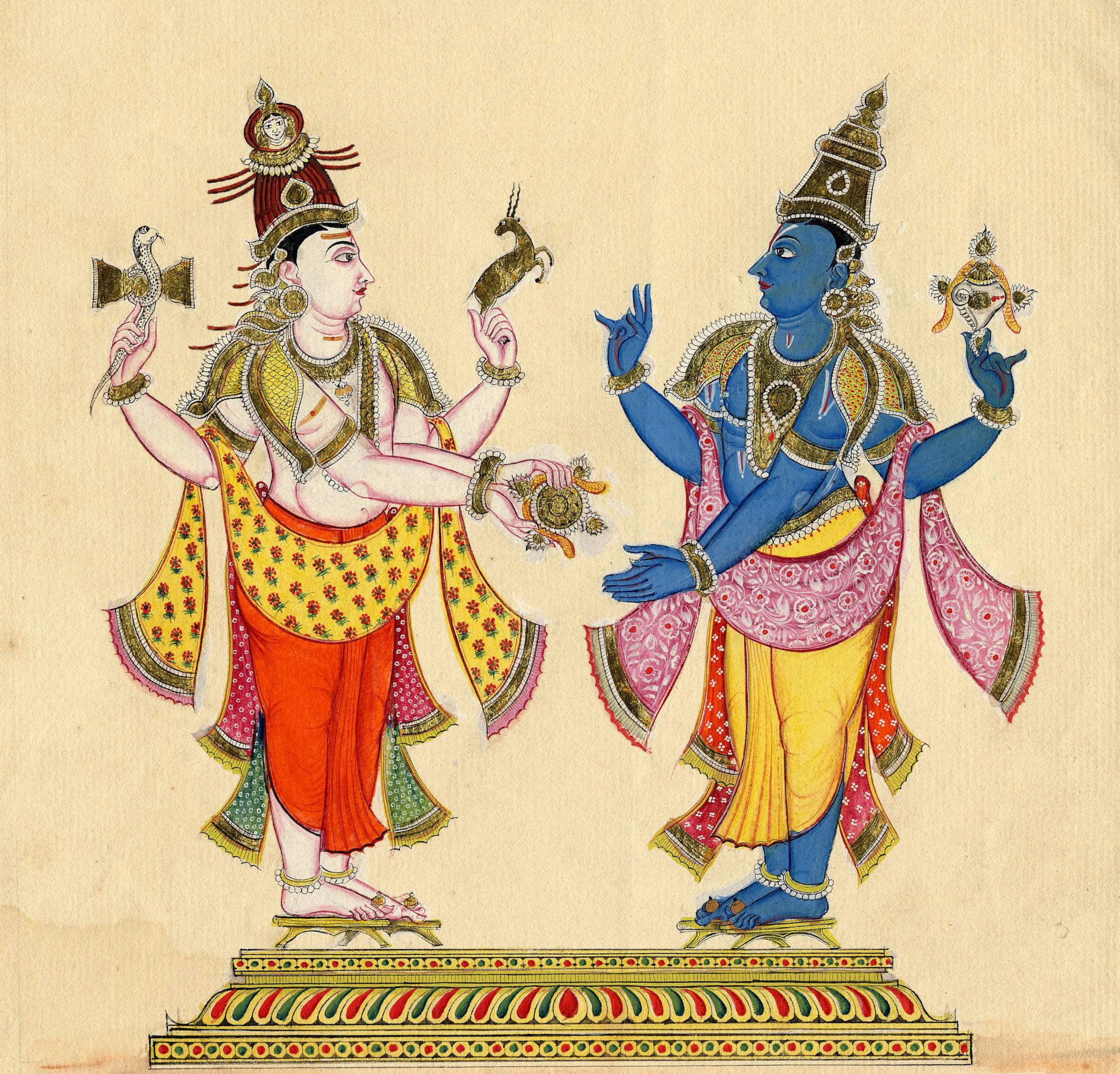
Шива вручает чакру Вишну, 1820-е годы, индийская миниатюра из коллекции Британского музея

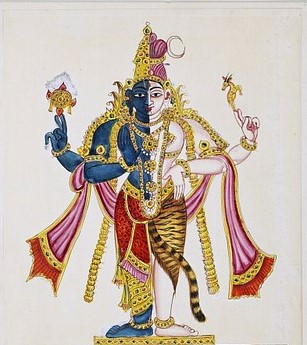
Изображение Харихары от 1825 года (Тируччираппалли, Индия) из коллекции Музея Виктории и Альберта

В индуизме как вишнуиты, так и шайвы представляют объект своего поклонения как Верховного бога. В ведийский период как Вишну, так и Шива (которого в Ведах называют Рудрой) играли второстепенные роли. Ко времени составления брахман (1000—700 годы до н. э.) их роль стала возрастать. Усиление значимости обоих богов привело к их «соперничеству» в святых писаниях. В шиваизме Вишну родился от огненного столба Шивы, в то время как в вишнуизме Шива разрушает Вселенную по воле Вишну.
Конкуренция двух культов отражает идеологические различия в образах и жизненной философии. Вишну отождествляется с мирской жизнью: Кришна-пастух связан с животноводством, а его старший брат, Баларама, занят сельским хозяйством. Как Рама, он защищает праведность, что предполагает социальную (мирскую) справедливость. Каждый раз, когда Земля находится в опасности, Бху-деви, принимающая форму коровы, обращается к Вишну за защитой. Шива же представляется отшельником, живущим в горах и пещерах, а также присутствующим на кремациях. Его тело обсыпано пеплом, он носит животные шкуры и скрывается от посторонних глаз. Напротив, Вишну связан с молочным океаном, топлёным маслом, реками, полями и пастбищами. Он носит шёлковые одежды и золотые украшения. Шива предпочитает сырое молоко, Вишну — топлёное масло, для создания которого требуются усилия. Описанные различия объясняют философию Шивы и Вишну. Шива предпочитает отпустить и принять, в то время как Вишну благословляет тех, кто улучшает жизнь. Шива связан с быком Нанди, в то время как Вишну с коровой, которая даёт молоко. Аскетизм и отказ от мирских благ, непривязанность культивируются образом Шивы. Вишну благословляет благополучие, успех, наслаждение от жизни.
Однако синкретические тенденции проявляются и в отношении обоих богов. Например, божество Харихара представляет собой объединённую форму Вишну (Хари) и Шивы (Хара). От соединения Шивы и Мохини (как женской ипостаси Вишну) родился Айяппа.

## Достижения и рекорды, посвящённые Вишну
|                                                                | Вишну посвящён самый большой храм в мире. Им является храмовый комплекс Ангкор-Ват в Камбодже, построенный кхмерским правителем Сурьяварманом II в XII веке. Ангкор-Ват воздвигался как воплощение обители Вишну на Земле. Комплекс занимает площадь 162,6 гектар. До того, как место покинула большая часть населения в XV веке, его численность составляла 80 тысяч жителей. |
|                                                                | Храм Падманабхасвами в Тривандраме, где образ Вишну возлежит на гигантском многоголовом змее Ананта-Шеше, является самым богатым храмом в мире. Храм был воздвигнут в VI веке и на протяжении столетий правители, местное население и паломники делали подношения божеству. В 2011 году храм вошёл в Книгу рекордов Гиннесса как самый богатый в мире. Под храмом была открыта сокровищница, наполненная золотом, серебром, драгоценными камнями и другими дарами, поднесёнными Вишну. Суммарная стоимость сокровищ Храма Падманабхасвами оценивается в два десятка млрд долларов США.                                              |
|                                                                | Храм Тирумалы Венкатешвары или, — как его ещё называют, — Баладжи или Шриниваса, является самым посещаемым храмом в мире. Святыня Вишну расположена на холме Венкатадри, одном из семи холмов гряды Тирумалы, у подножия которых раскинулся город Тирупати. Его история начинается не позже VIII века, когда строительством храмовых башен озаботился раджа Тондайман. Ежедневно божество храма, дающее благословение и исполнение желаний, привлекает от 60 до 70 тысяч посетителей, число которых в дни праздников возрастает до 100 тысяч человек.                                                                               |
|                                                                | Вишну посвящена одна из крупнейших статуй в мире. Статуя Гаруда-Вишну-Кенчана расположена в одноимённом парке в центре острова Бали. Статуя изображающая Вишну, летящего верхом на Гаруде, открыта в 2018 году. Она является самой высокой статуей Индонезии, её общая высота, включая 46-метровый постамент, составляет 121 метр. Строительство памятника заняло около четверти века. |
|                                                                | В 2013 году был поставлен общемировой рекорд по самому продолжительному групповому пению мантры. Мантра на санскрите «Харе Кришна Харе Рама» состоит из имён Вишну — его аватар Кришны и Рамы. В течение 32 часов подряд мантра исполнялась в Общественном центре в городе Окленд в Новой Зеландии. |
|                                                                | Самое большое хоровое воспевание Вишну поставило рекорд в 2009 году. В день рождения святого поэта, композитора и музыканта Аннамачарьи в Хайдарабаде был поставлен общемировой рекорд, вошедший в «Книгу рекордов Гиннесса». Коллектив в 160 тысяч человек, куда входили как профессиональные артисты, так и любители, в унисон исполнил семь санкиртанов в честь Венкатешвары — образа Вишну, чей храм в Тирумале является самым посещаемым в мире. Мероприятие было организовано некоммерческой организацией «Тирупати-Тирумала Девастханам», Государственным культурным советом штата Андхра-Прадеш и компанией Andhra Silicon. |
|                                                                | Классический танец в стиле мохини-аттам, посвящённый воплощению Вишну в образе Мохини, поставил рекорд в 2020 году. В городе Триссур собрались 4210 танцоров для исполнения самого массового группового танца. Выступление продолжалось 14 с половиной минут и было посвящено земной миссии Вишну — миру во всем мире. |
|                                                                | В священном городе Айодхья в Индии, признанный местом рождения аватары Вишну Рамы, в 2018 году был поставлен рекорд массового зажжения масляных ламп. Древняя традиция связана с празднованием дивали, или праздника света, когда масляные лампы зажигаются в честь супруги Вишну, богини Лакшми. Зрелище было организовано Департаментом туризма правительства штата Уттар-Прадеш. Во время праздника света последователи Вишну одновременно зажгли 301152 лампы. Ритуал символизирует торжество света над тьмой, добра над злом и духовного знания — над невежеством.                                                             |
| Внешние изображения Вишварупа Махавишну Храм Кодандарама свами | Двадватиметровая статуя Вишварупа Махавишну из единого гранита черно-синего цвета, установлена в Храме Кодандарама свами в Эджипуре, находящимся в южной части Бангалора. Изваяние весом 300 тонн высечено каменщиками в Тамилнаде и в 2019 году в течение полугода доставлялось в Бангалор на 240-колесном грузовике. Скульпторы из Тирупати должны завершить работу над статуей Вишну в 2021—22 годах. |
| Внешние изображения                                            | |
| Вишварупа Махавишну                                            | |
|                                                                | Храм Кодандарама свами |

## Фильмы о Вишну и его аватарах
Одновременно с рождением массового кинематографа в Индии начала XX века начали создаваться первые фильмы о Вишну и его аватарах. В 1913 году на свет появился «Мохини Бхасмасур» — немой черно-белый полнометражный фильм, посвященный сюжету о Мохини и демоне Бхасмасуре. Он стал первым индийским фильмом, с участием актрис, поскольку ранее женские роли играли мужчины-актеры. В 1918 году режиссер Дадасахеб Фальке выпустил немой фильм «Шри Кришна Джанма» («Рождение Кришны»), содержавший субтитры на языке маратхи. В 1919 году тот же режиссер снял немой «Калия Мардан» о детстве Кришны, заканчивающийся сценой победы над демоном Калией.
| Наименование                       | Оригинальное название    | Год выпуска | Интернет-ссылка |
| ---------------------------------- | ------------------------ | ----------- | --------------- |
| Махабхарата                        | Mahabharat               | 1965        | Ссылка          |
| Хари Даршан                        | Hari Darshan             | 1982        | Ссылка          |
| Рамаяна (ТВ-сериал)                | Ramayana                 | 1987—1988   | Ссылка          |
| Махабхарата (ТВ-сериал)            | Mahabharat               | 1988—1990   | Ссылка          |
| Вишну-пурана (ТВ-сериал)           | Vishnu Puran             | 2000        | Ссылка          |
| Махабхарата (ТВ-сериал)            | Mahabharat               | 2013—2014   | Ссылка          |
| Сита и Рама (ТВ-сериал)            | Siya Ke Ram              | 2015—2016   | Ссылка          |
| Парамаватар Шри Кришна (ТВ-сериал) | Paramavatar Shri Krishna | 2017        | Ссылка          |
| Радха-Кришна (ТВ-сериал)           | Radha Krishn             | 2018        | Ссылка          |
| Шри Вишну Дашаватара (ТВ-сериал)   | Shree Vishnu Dashavatara | 2018        | Ссылка          |

## Объекты, названные именем Вишну

Орбита астероида Вишну и его прохождение рядом с Землёй

В честь Вишну назван околоземный астероид (4034) Вишну («(4034) Vishnu», условное название «1986 PA») из группы Аполлонов, принадлежащий к редкому спектральному классу O. Астероид Вишну открыт в 1986 году американским астрономом Элеанорой Хелин в Паломарской обсерватории, а название получил благодаря бельгийскому астроному-любителю и профессиональному метеорологу Жану Миусу, который проводил исследования долгосрочных движений объектов группы Аполлонов. Астероид Вишну делает оборот вокруг Солнца каждые 398 дней (1,09 года), а его структура содержит платину, никель и железо. Астероид Вишну считается потенциально опасным астероидом из-за его достаточно большого диаметра в 420 метров и пересечения орбиты Земли. В ходе своего движения астероид пересекает орбиты сразу трёх планет: Венеры, Земли и Марса. Ближайшие приближения астероида к Земле произойдут 1 апреля 2025 года, 28 марта 2037 года, 7 сентября 2070 года.

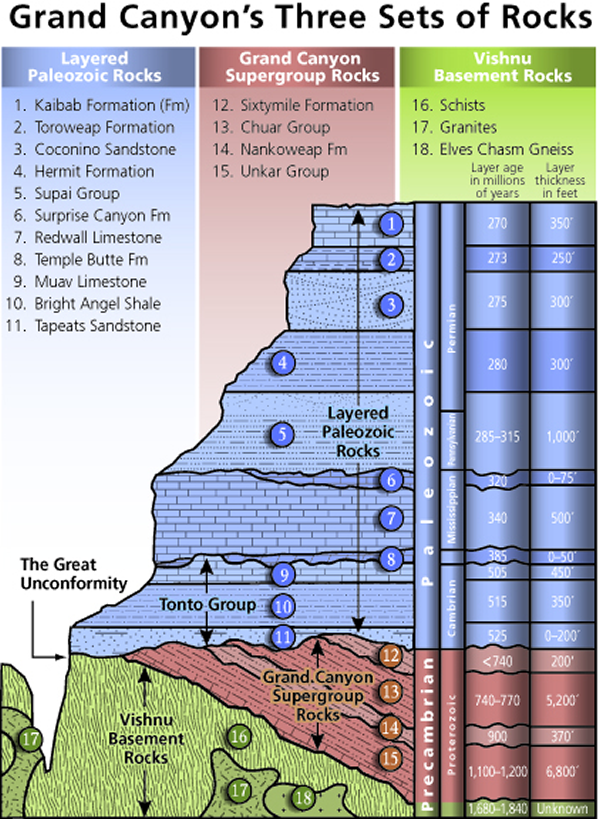
Структура Большого каньона и породы Вишну в его основе

Именем Вишну названы протерозойские кристаллические породы, лежащие в основании Большого каньона (Vishnu Basement Rocks) — одного из глубочайших каньонов в мире, находящегося на плато Колорадо (США). Породы, лежащие в основе Большого каньона, насчитывают от 1660 до 1840 млн лет. Их называют либо комплексом Вишну (Vishnu Complex), либо метаморфическим комплексом Вишну (Vishnu Metamorphic Complex). Они состоят из метаморфических пород и включают раннепалеопротерозойские граниты, гранитные пегматиты, аплиты и гранодиориты. Название возникло от естественного скального обрыва в долине реки Колорадо в 48 км к востоку от устья ручья Шинумо, которое обнажает структуру породы, и чья гора получила название «Храм Вишну» (Temple of Vishnu, 36°05′21″ с. ш. 112°29′47″ в. д.). Считается, что основание Большого каньона получило своё название благодаря американскому палеонтологу Чарлзу Уолкотту, который в 1883 году описывал структуру каньона.

Несмотря на свой научный потенциал, породы каньона оставались, в основном, неизученными. Крутые скалы ограничивали доступ к глубоким породам, который был возможен лишь на нескольких местах на плато Тонто. И сами породы было столь же трудно анализировать, как и их достать. Чёрные, повреждённые и искривлённые — они пережили под поверхностью миллионы лет тепла и давления. В результате теперь они мало напоминали свои первоначальные образования. И даже сами минералы изменились по составу и структуре — теперь это сложные и мутировавшие структуры, которое геологи называют метаморфической породой. В 1880-х годах палеонтолог Чарльз Уолкотт пришёл к выводу, что многие из пород являются сильно сжатыми сланцами и алевролитами — остатками древних вулканических островов. Он назвал формирование «сланцы Вишну» в честь храма Вишну, хорошо видимой горы в каньоне.
— Берг Э. «Лучшая поездка, в которой я когда-либо был»: экспедиция Карнеги-Калтеха в Колорадо 1937 года», 2007 год